# Símbolos planetarios
Los símbolos planetarios son los símbolos gráficos utilizado en astrología y astronomía para representar a un planeta clásico (incluidos el Sol y la Luna) o uno de los planetas modernos. Los símbolos también se usaron en alquimia para representar los metales asociados con los planetas y en los calendarios para sus días asociados. El uso de estos símbolos se deriva de la astronomía grecorromana clásica, aunque sus formas actuales son un desarrollo del siglo XVI.
Los planetas clásicos, sus símbolos, días y metales planetarios más comúnmente asociados son:
| Planeta | Luna  | Venus   | Mercurio  | Sol     | Marte  | Jupiter | Saturno |
| Símbolo |       |         |           |         |        |         |         |
| Día     | lunes | viernes | miércoles | domingo | martes | jueves  | sábado  |
| Metal   | plata | cobre   | mercurio  | oro     | hierro | estaño  | plomo   |

La Unión Astronómica Internacional (IAU) desaconseja el uso de estos símbolos en artículos de revistas modernas, y su manual de estilo propone abreviaturas de una y dos letras para los nombres de los planetas en los casos en que se puedan usar símbolos planetarios, como en los encabezados. de mesas Los planetas modernos con sus símbolos tradicionales y abreviaturas IAU son:
| Planeta       | Mercurio | Venus | Tierra | Marte | Jupiter | Saturno | Urano | Neptuno |
| Símbolo       |          |       |        |       |         |         |       |         |
| inicial (IAU) | Me       | V     | E      | Ma    | J       | S       | U     | N       |

Los símbolos de Venus y Marte también se utilizan para representar lo femenino y lo masculino en biología siguiendo una convención introducida por Carl Linnaeus en la década de 1750.

## Historia

### Planetas clásicos
Los antecedentes de los símbolos planetarios están atestiguados en los atributos otorgados a las deidades clásicas. El planisferio romano de Bianchini (siglo II, actualmente en el Louvre, inv. Ma 540) muestra los siete planetas representados por retratos de los siete dioses correspondientes, cada uno con un busto con un halo y un objeto icónico o vestido, así: Mercurio tiene un caduceo y un gorro alado; Venus tiene un collar y un espejo brillante; Marte tiene un casco de guerra y una lanza; Júpiter tiene una corona de laurel y un bastón; Saturno tiene un tocado cónico y una guadaña; el Sol tiene rayos emanando de su cabeza; y la Luna tiene una media luna sobre su cabeza.

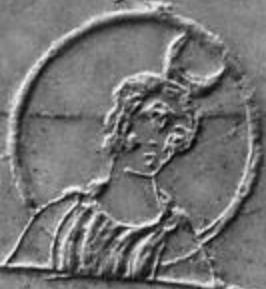
Luna
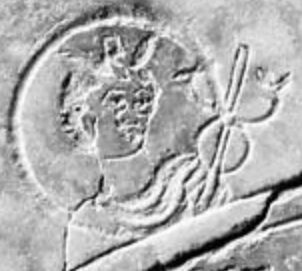
Mercurio
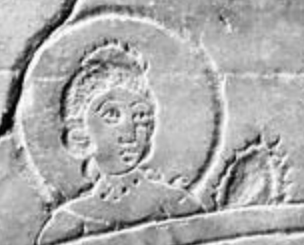
Venus
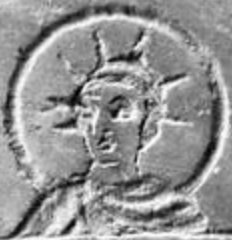
Sol
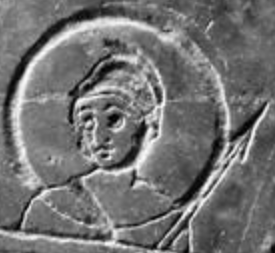
Marte
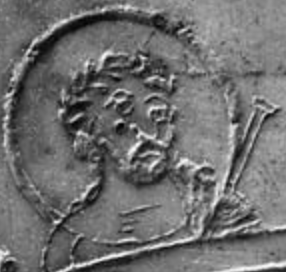
Júpiter
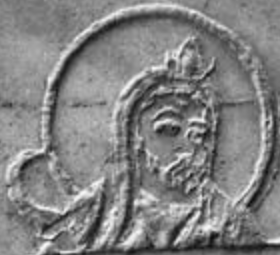
Saturno

Los símbolos escritos de Mercurio, Venus, Júpiter y Saturno se remontan a formas encontradas en papiros griegos tardíos. Las primeras formas también se encuentran en códices bizantinos medievales que conservan horóscopos antiguos.

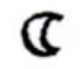
El símbolo de la Luna en un ms bizantino medieval (siglo XI). La aparición en la época clásica tardía fue similar.
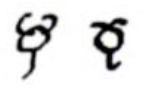
El símbolo de Mercurio en manuscritos clásicos tardíos (s. IV) y bizantinos medievales (s. XI)
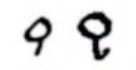
El símbolo de Venus en manuscritos clásicos tardíos (s. IV) y bizantinos medievales (s. XI)
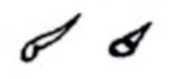
El disco con un rayo como símbolo del Sol en mss clásico tardío (s. IV) y bizantino medieval (s. XI)
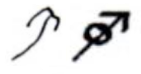
El símbolo de Marte en manuscritos clásicos tardíos (s. VI) y bizantinos medievales (s. XI).
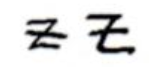
El símbolo de Júpiter en manuscritos clásicos tardíos (s. IV) y bizantinos medievales (s. XI)
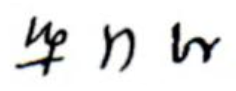
El símbolo de Saturno en los mss clásicos tardíos (s. IV y V) y bizantinos medievales (s. XI). Cf. kappa-rho,, ⟨κρ⟩.

Un diagrama en el compendio astronómico de Johannes Kamateros (siglo XII) es muy similar a las formas del siglo XI de arriba , con el Sol representado por un círculo con un solo rayo, Júpiter por la letra zeta (la inicial de Zeus, la contraparte de Júpiter en griego mitología), Marte por un escudo atravesado por una lanza, y los planetas clásicos restantes por símbolos que se asemejan a los modernos, aunque sin las marcas cruzadas que se ven en las versiones modernas de Mercurio, Venus y Saturno. Estas marcas cruzadas aparecen por primera vez a finales del siglo XV o principios del XVI. Según Maunder, la adición de cruces parece ser "un intento de dar un sabor cristiano a los símbolos de los antiguos dioses paganos". Las formas modernas de los símbolos planetarios clásicos se encuentran en un grabado en madera de los siete planetas en una traducción latina de De Magnis Coniunctionibus de Abu Ma'shar al-Balkhi impreso en Venecia en 1506, representados como los dioses correspondientes montados en carros.

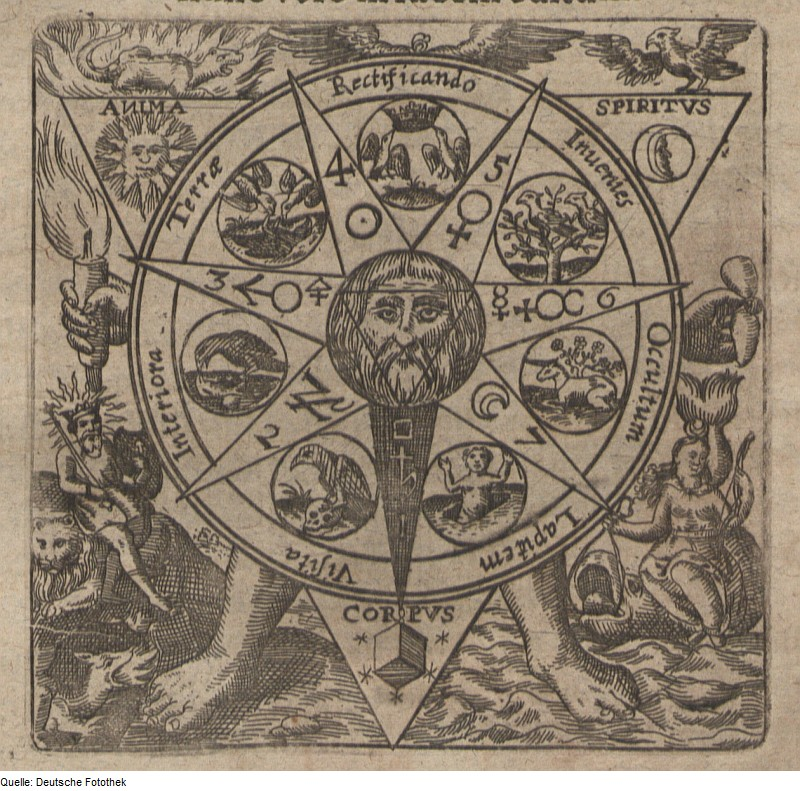
Representación moderna temprana de los símbolos del planeta en un contexto alquímico ( Musaeum Hermeticum, 1678)
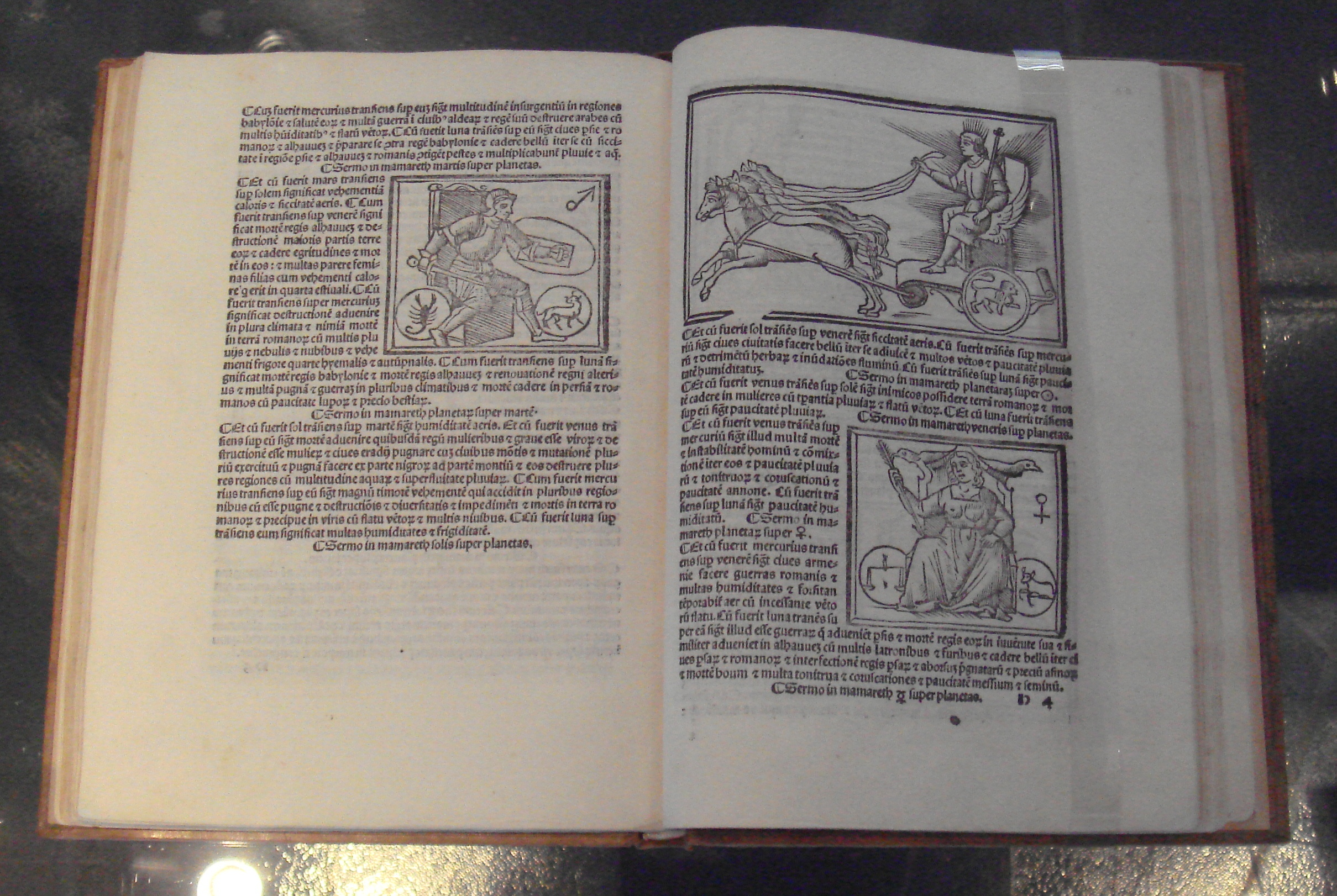
Página extendida (con los signos de Marte y Venus) de una edición ilustrada de 1515 de De Magnis Coniunctionibus de Abu Ma'shar al-Balkhi (en la traducción de Herman de Carintia, c. 1140, editio princeps de Erhard Ratdolt de Augsburgo), 1489).
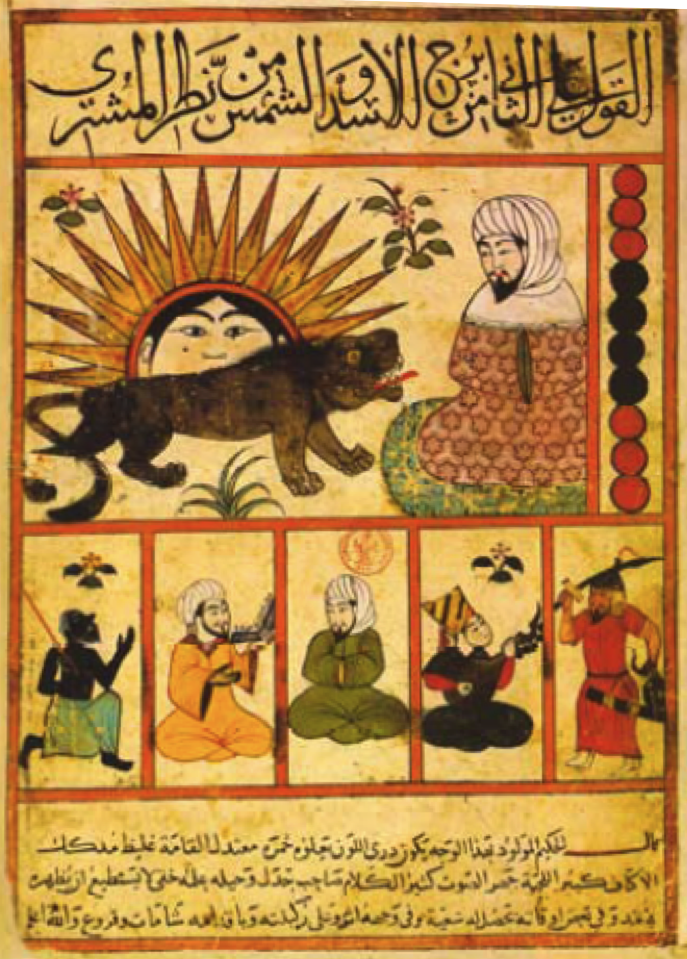
Representación de los planetas en un manuscrito árabe del siglo XV del "Libro de las natividades" de Abu Ma'shar
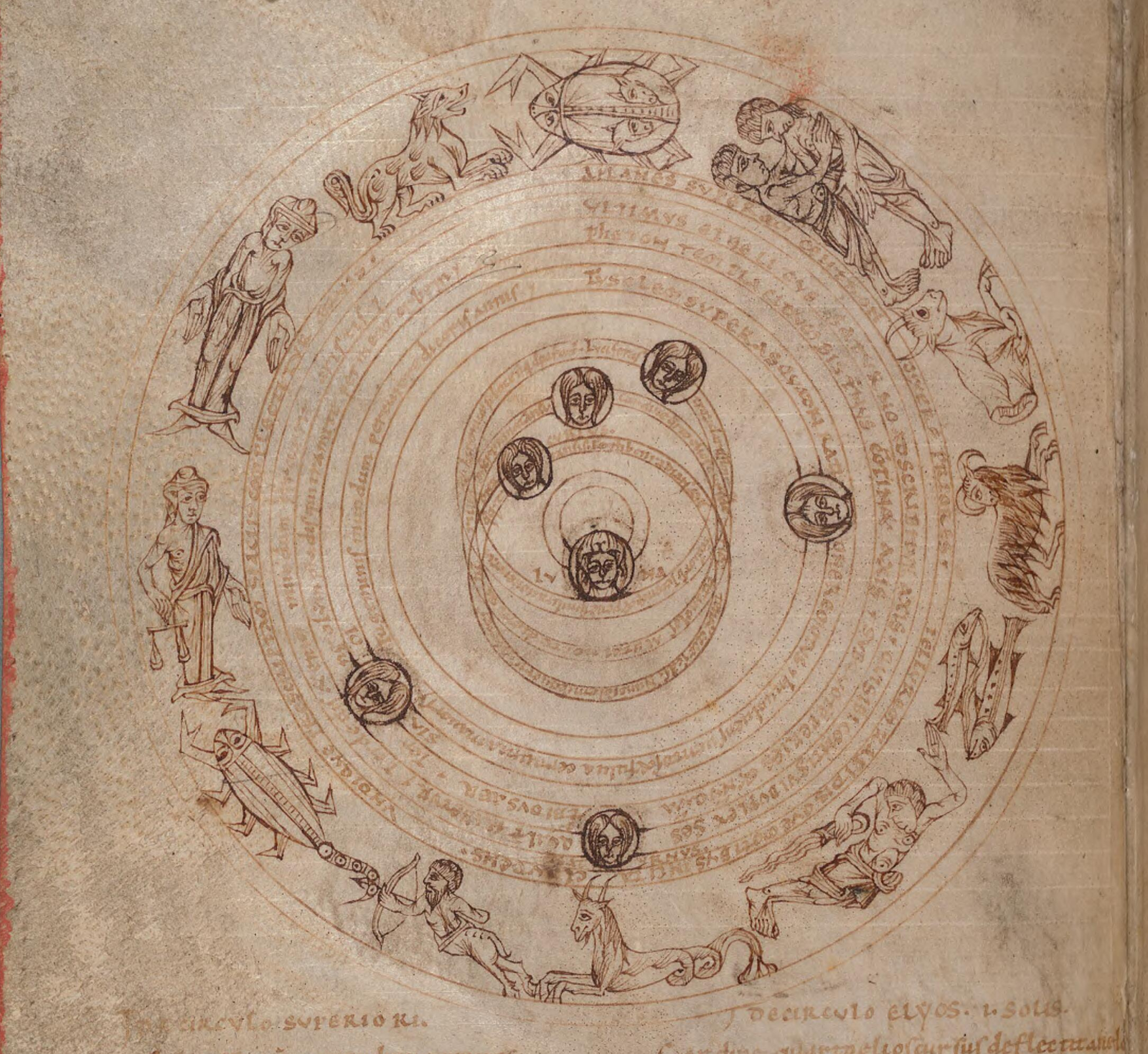
Planisferio medieval que muestra el zodiaco y los planetas a simple vista. Los planetas están representados por siete caras.
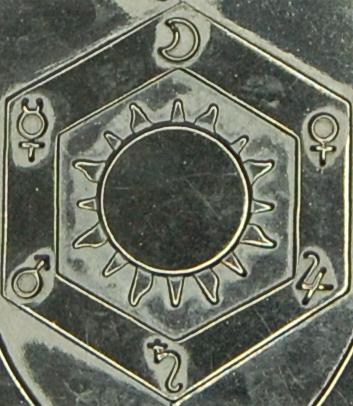
Símbolos de metal planetario en el centro del escudo de armas de la Royal Society of Chemistry
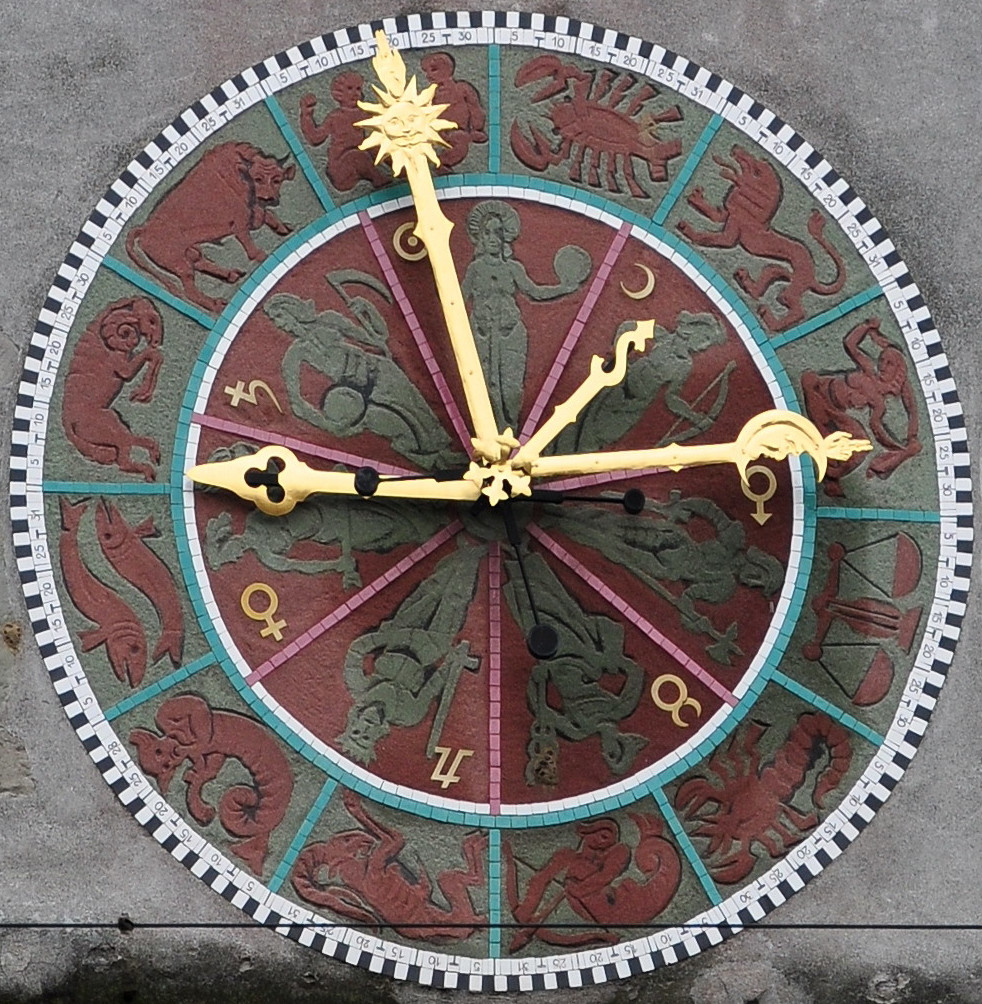
Un reloj-calendario con los símbolos planetarios por los días de la semana

### Símbolo de la tierra

Símbolo de las cuatro cuartas partes del mundo para la Tierra

Globus cruciger símbolo de la Tierra

La Tierra no es uno de los planetas clásicos, ya que los "planetas" por definición eran "estrellas errantes" vistas desde la superficie de la Tierra. El estatus de la Tierra como planeta es una consecuencia del heliocentrismo en el siglo XVI. No obstante, existe un símbolo pre-heliocéntrico para el mundo, ahora utilizado como símbolo planetario para la Tierra. Este es un círculo atravesado por una línea horizontal y vertical, que representa el mundo dividido por cuatro ríos en las cuatro partes del mundo (a menudo traducido como las cuatro "esquinas" del mundo):. Una variante, ahora obsoleta, tenía solo la línea horizontal:
Un símbolo europeo medieval para el mundo – el globus cruciger , (el globo terráqueo coronado por una cruz cristiana ) – también se utiliza como símbolo planetario; se parece a un símbolo invertido de Venus.

Los símbolos planetarios de la Tierra están codificados en Unicode enU+1F728 🜨 Alchemical symbol for verdigris and U+2641 ♁ earth.

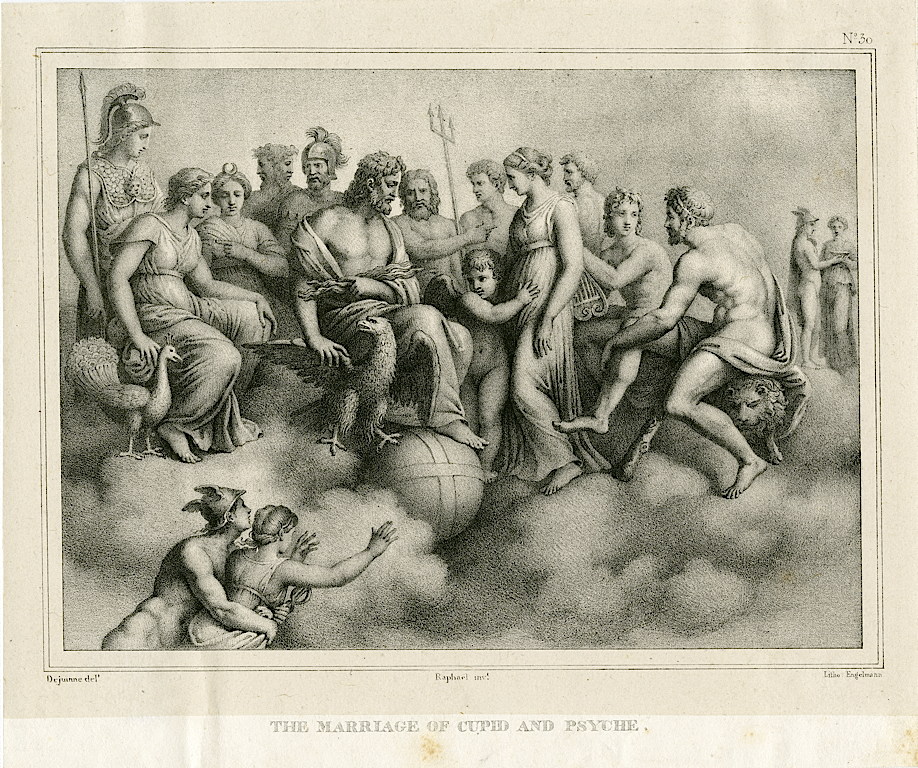
Los dioses olímpicos, encima de un mundo en forma
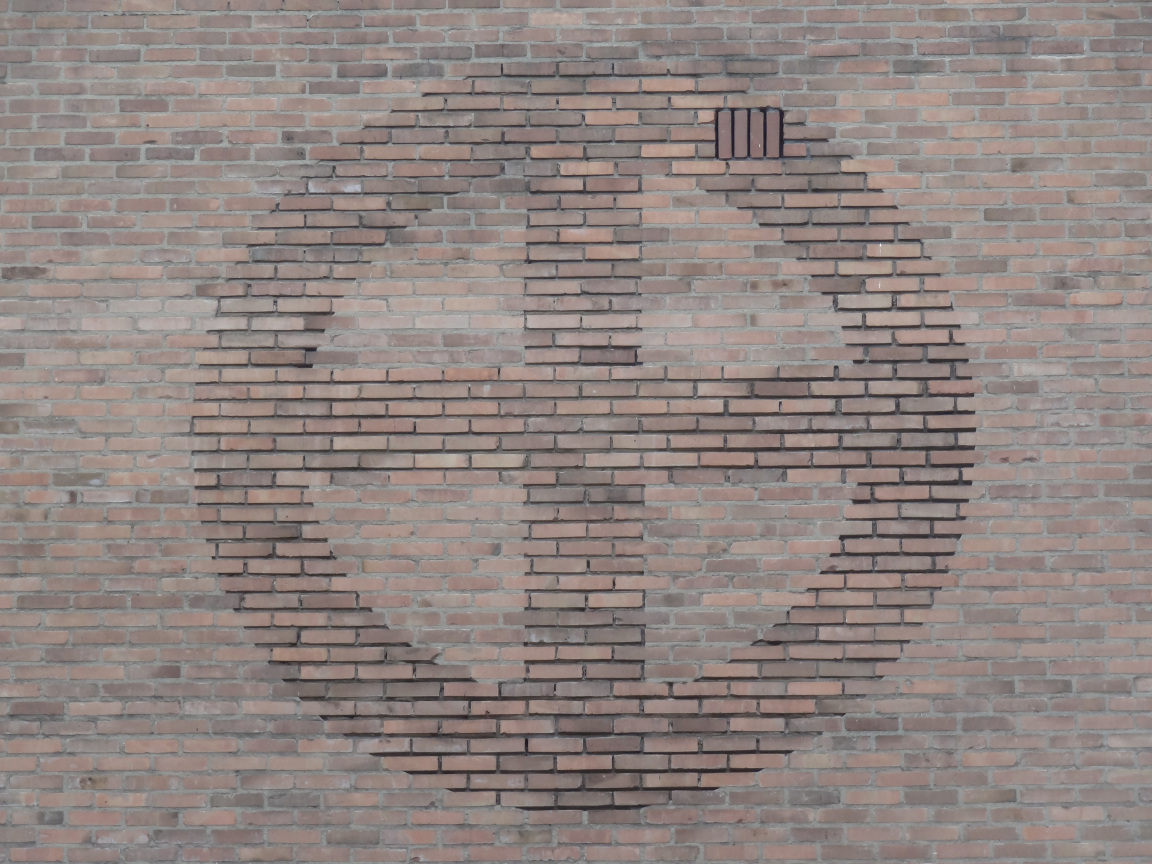
Símbolo de tierra estilizado
Un simple globus cruciger
Tres globi crucigeri en el escudo de armas de Maschwanden en Suiza
En la bandera de Uppsala, el globo del globus cruciger está estilizado como un mapa T-and-O ,
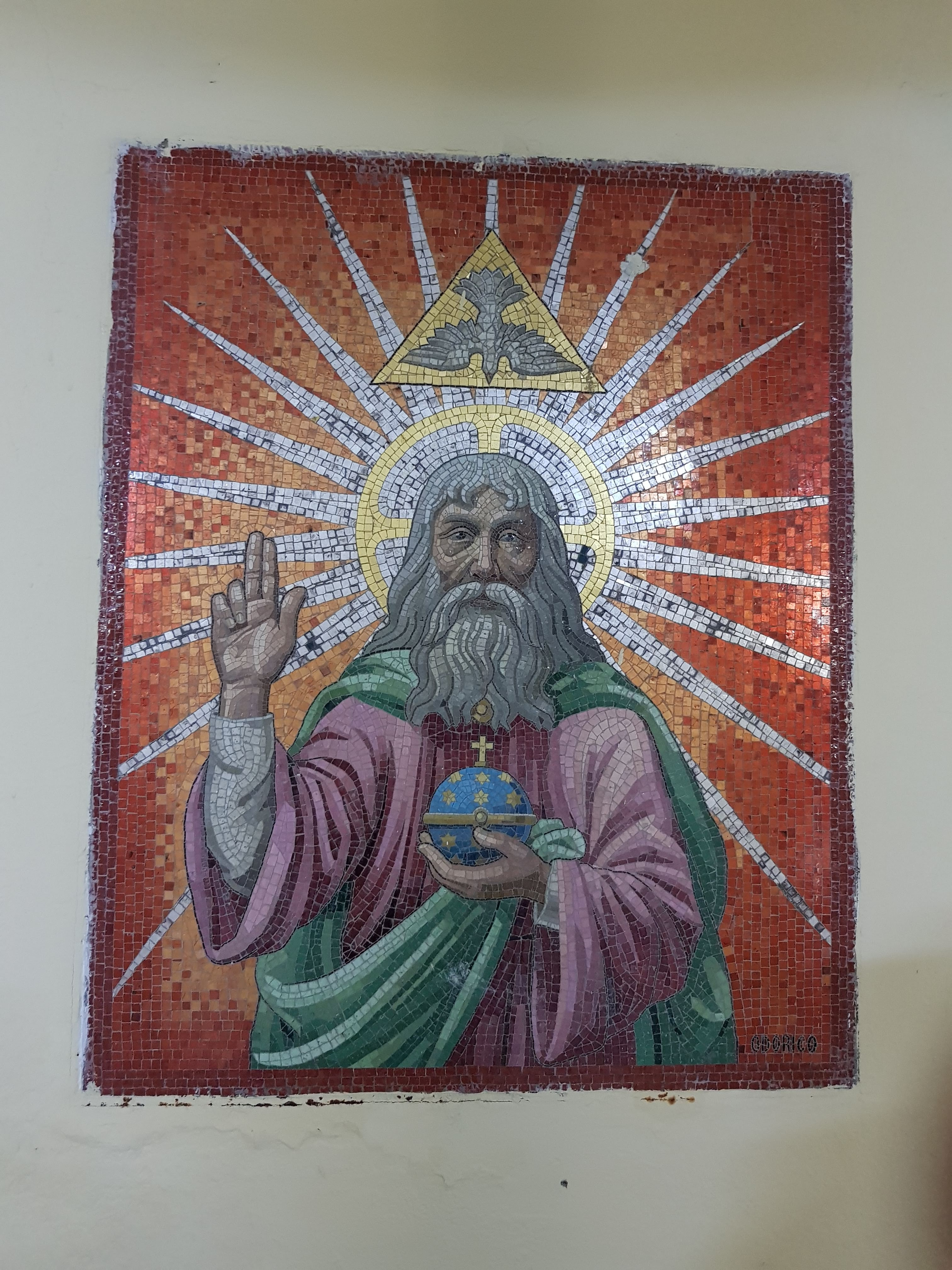
En este globus cruciger, la cruz está coronada sobre un orbe celeste con estrellas.

## Planetas clásicos

### Luna

Símbolo decreciente para la Luna

Símbolo creciente de la Luna

La forma de media luna se ha utilizado para representar a la Luna desde los primeros tiempos. En la antigüedad clásica, las deidades lunares (Selene/Luna, Artemis/Diana, Men, etc.) lo llevan en la cabeza o detrás de los hombros, con los cuernos apuntando hacia arriba. La representación de la luna como una simple media luna con los cuernos apuntando hacia un lado (como una media luna creciente heráldica o una media luna decreciente) está atestiguada desde la época clásica tardía.
El mismo símbolo se puede usar en un contexto diferente, no para la Luna en sí, sino para una fase lunar, como parte de una secuencia de cuatro símbolos para "luna nueva" (U+1F311 🌑), "creciente" (U+263D ☽ ︎), "luna llena" (U+1F315 🌕) y "menguante" (U+263E ☾ ︎).

El símbolo de la Luna, que representa la extracción de plata, en el escudo de armas municipal de Sala en Suecia
El símbolo de la Luna en el escudo de armas municipal de Silvbergs ('Montaña de Plata') en Suecia
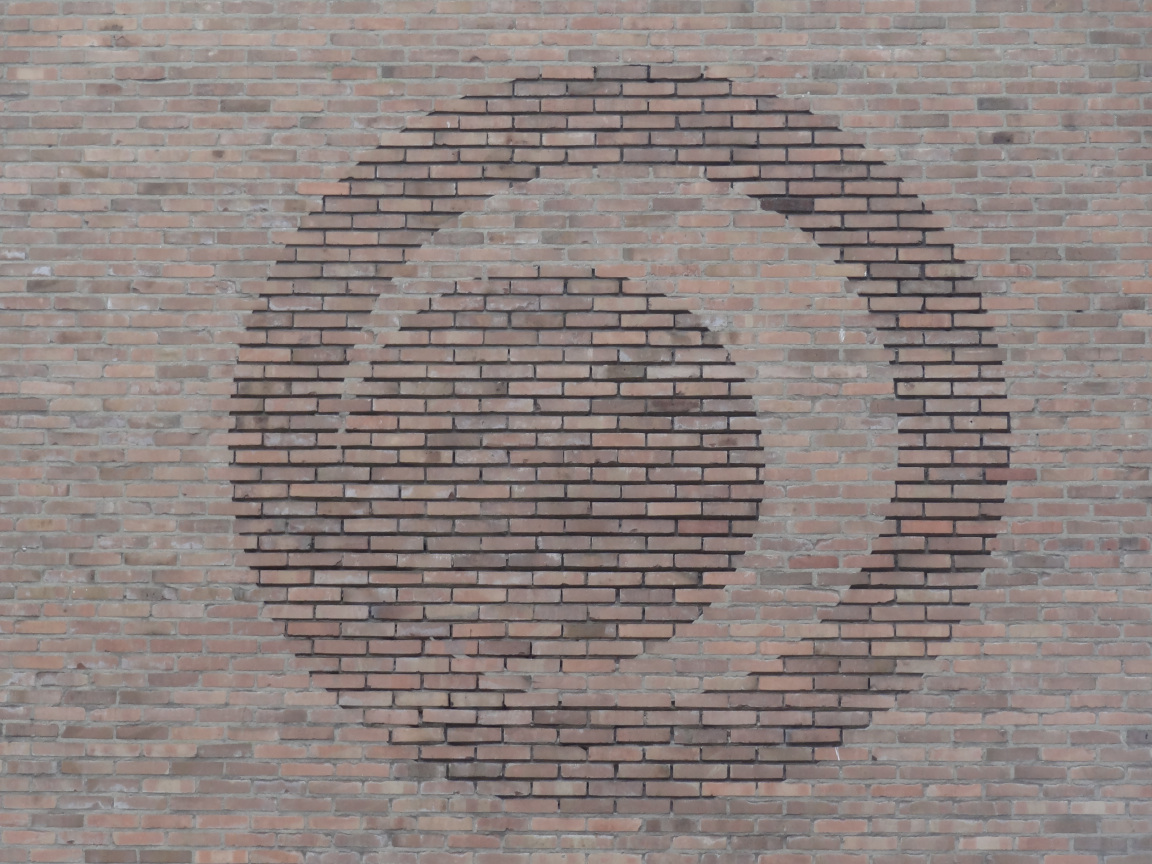
Símbolo de luna estilizada

### Mercurio

Símbolo de caduceo cruzado para Mercurio

El símbolo ☿ de Mercurio es un caduceo (un bastón entrelazado con dos serpientes), asociado con Mercurio/Hermes a lo largo de la antigüedad. Algún tiempo después del siglo XI, se añadió una cruz en la parte inferior del bastón para que pareciera más cristiano. Su punto de código Unicode esU+263F ☿ Mercury.

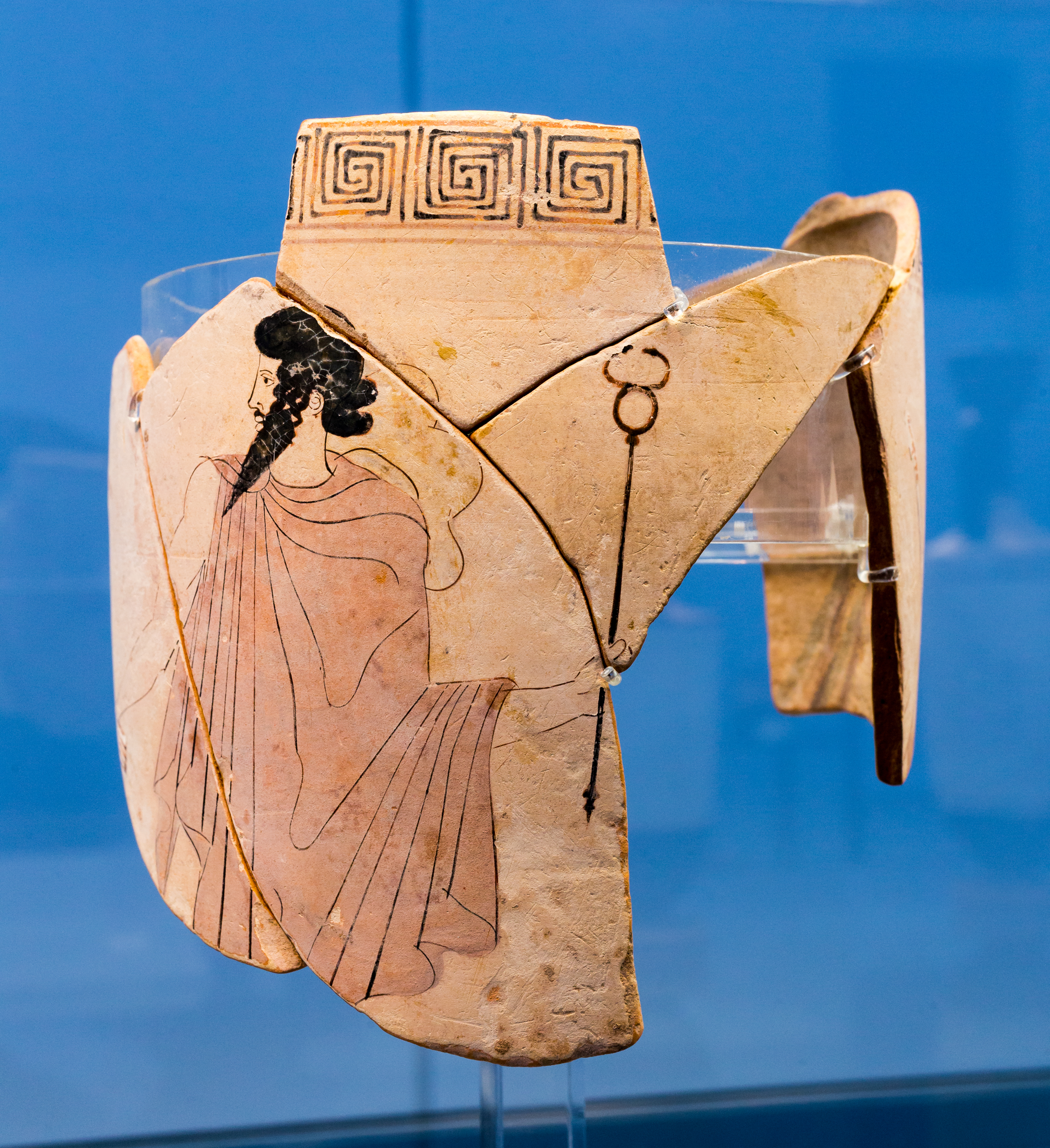
El dios Hermes (Mercurio) con su caduceo
Símbolo de mercurio, que representa la minería de mercurio, en el escudo de armas municipal de Stahlberg, Renania-Palatinado, Alemania.
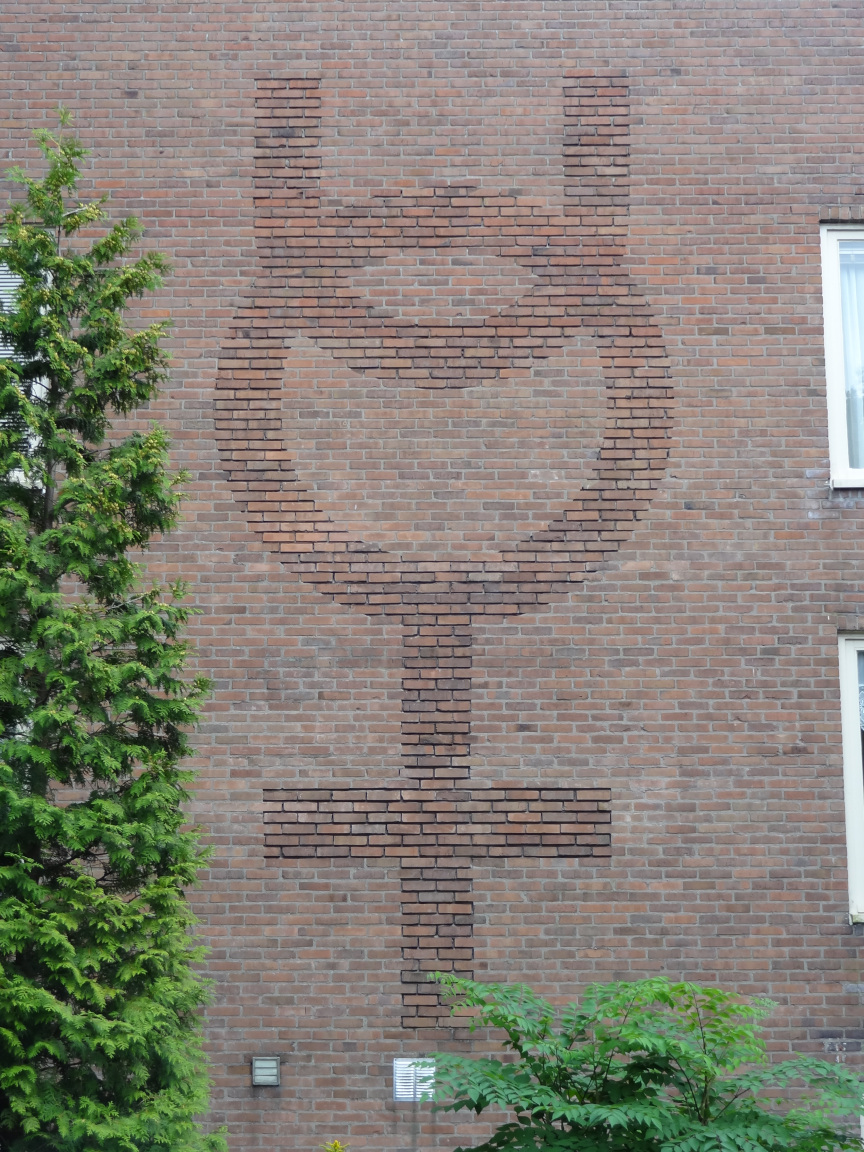
Símbolo estilizado de Mercurio

### Venus

Símbolo de cobre cruzado para Venus

El símbolo de Venus, ♀, consiste en un círculo con una pequeña cruz debajo. Se ha interpretado que representa el espejo de la diosa, aunque es poco probable que ese sea su verdadero origen; el metal planetario más comúnmente asociado con Venus era el cobre, y el cobre pulido se ha utilizado para espejos desde la antigüedad. En los papiros griegos de Oxyrhynchus, los símbolos de Venus y Mercurio no tenían la cruz en el trazo inferior, y Venus aparece sin la cruz (⚲) en Johannes Kamateros (siglo XII).
En botánica y biología, el símbolo de Venus se utiliza para representar el sexo femenino, junto con el símbolo de Marte que representa el sexo masculino, siguiendo una convención introducida por Linneo en la década de 1750. Surgido de la convención biológica, el símbolo también pasó a ser utilizado en contextos sociológicos para representar a la mujer o la feminidad .
Unicode codifica el símbolo comoU+2640 ♀ Female sign, in the Miscellaneous Symbols block

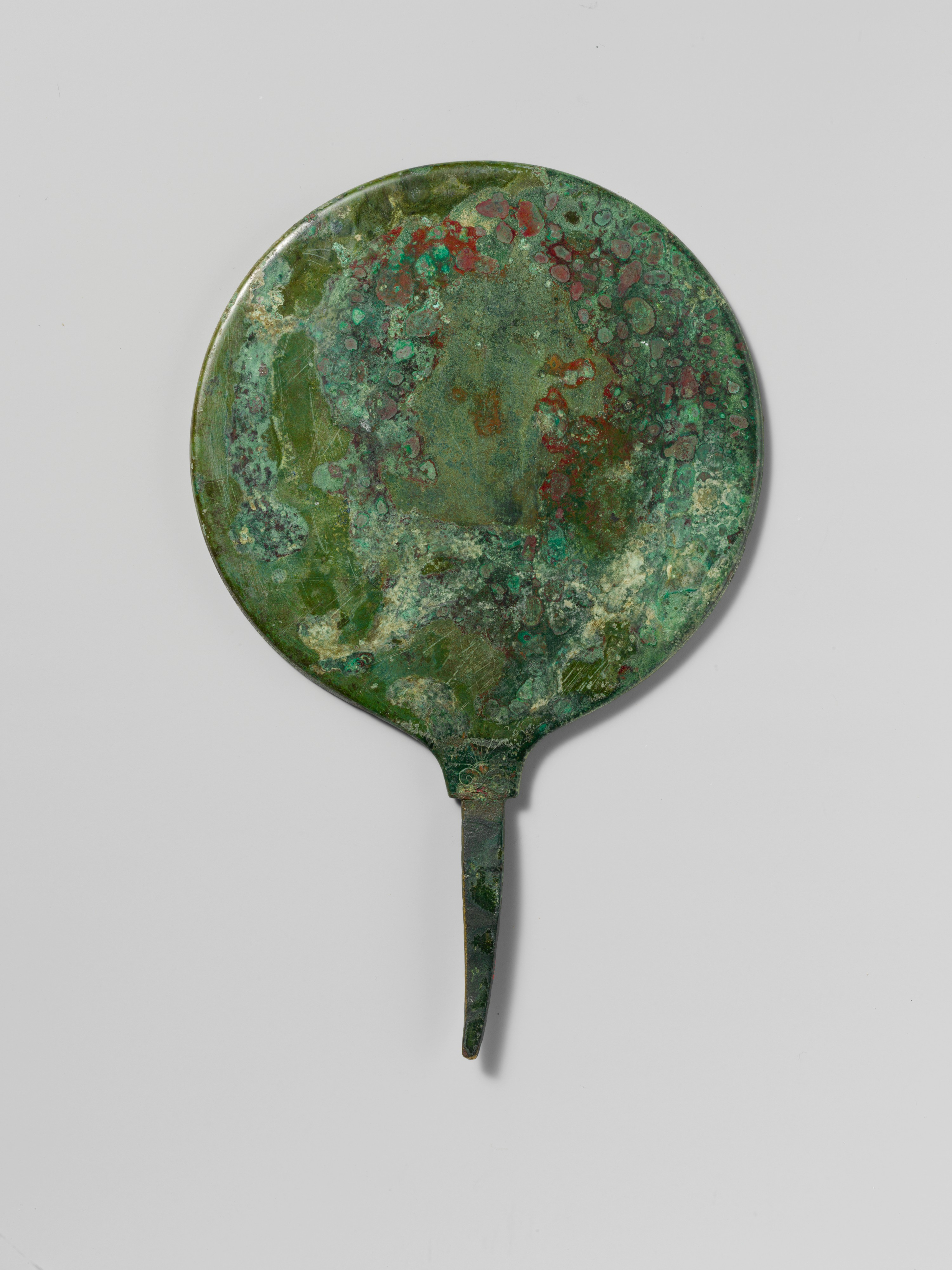
Un espejo de bronce, del tipo asociado con Venus.
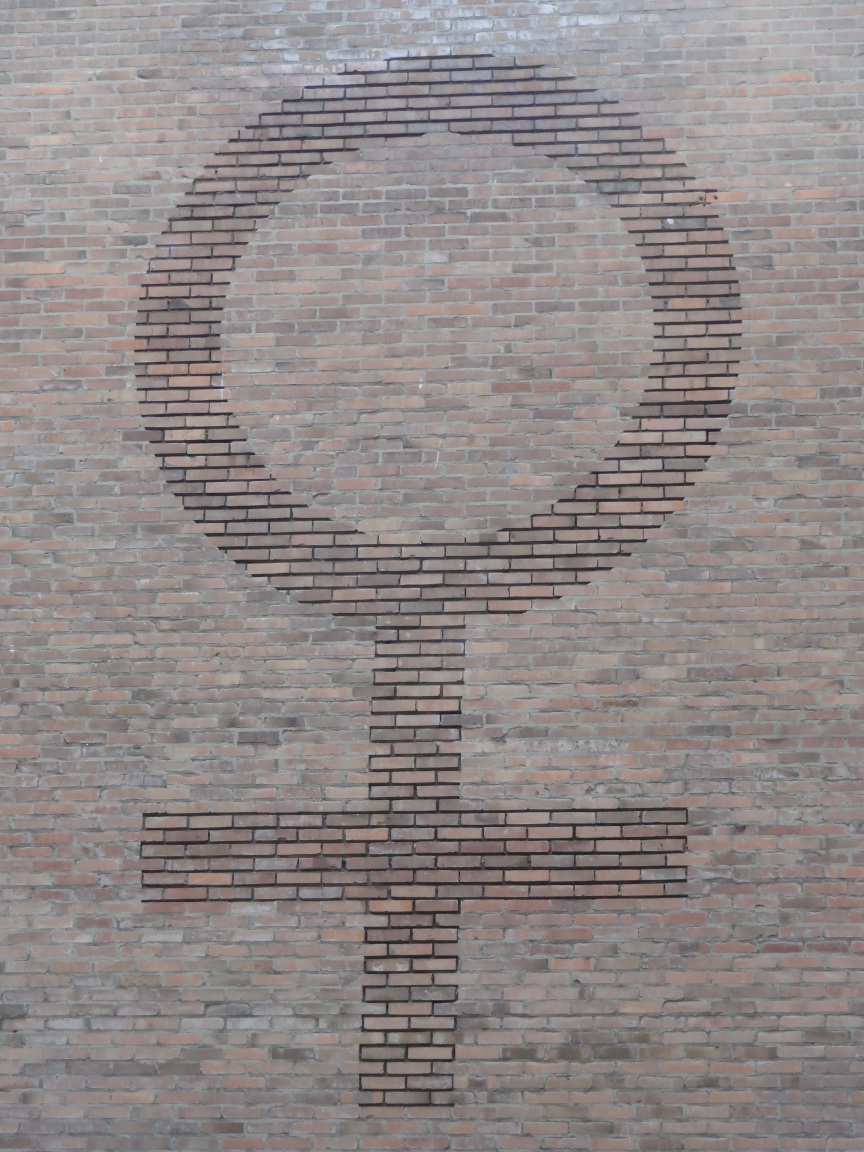
Símbolo estilizado de Venus
El símbolo de Venus, que representa la minería del cobre, en el escudo de armas municipal del municipio de Falun en Suecia (1932).
Puño levantado dentro del símbolo de Venus, utilizado como símbolo del feminismo de la segunda ola (década de 1960)

### Sol

Símbolo astronómico moderno para el Sol

Símbolo astronómico medieval para el Sol

El símbolo astronómico moderno para el Sol, el circunpunto ((U+2609 ☉ SUN), se utilizó por primera vez en el Renacimiento. Posiblemente representa el escudo dorado de Apolo con un jefe; se desconoce si desciende del casi idéntico jeroglífico egipcio para el Sol.
El planisferio de Bianchini, producido en el siglo II, muestra un círculo con rayos que irradian desde él. En la época clásica tardía, el Sol se atestigua como un círculo con un solo rayo. Un diagrama en el Compendio de Astrología del siglo XII de Johannes Kamateros muestra el mismo símbolo. Este símbolo más antiguo está codificado por Unicode comoU+1F71A 🜚 SÍMBOLO ALQUÍMICO DEL ORO en el bloque de símbolos alquímicos. Ambos símbolos se han utilizado alquímicamente para el oro, al igual que símbolos más elaborados que muestran un disco con múltiples rayos o incluso una cara.

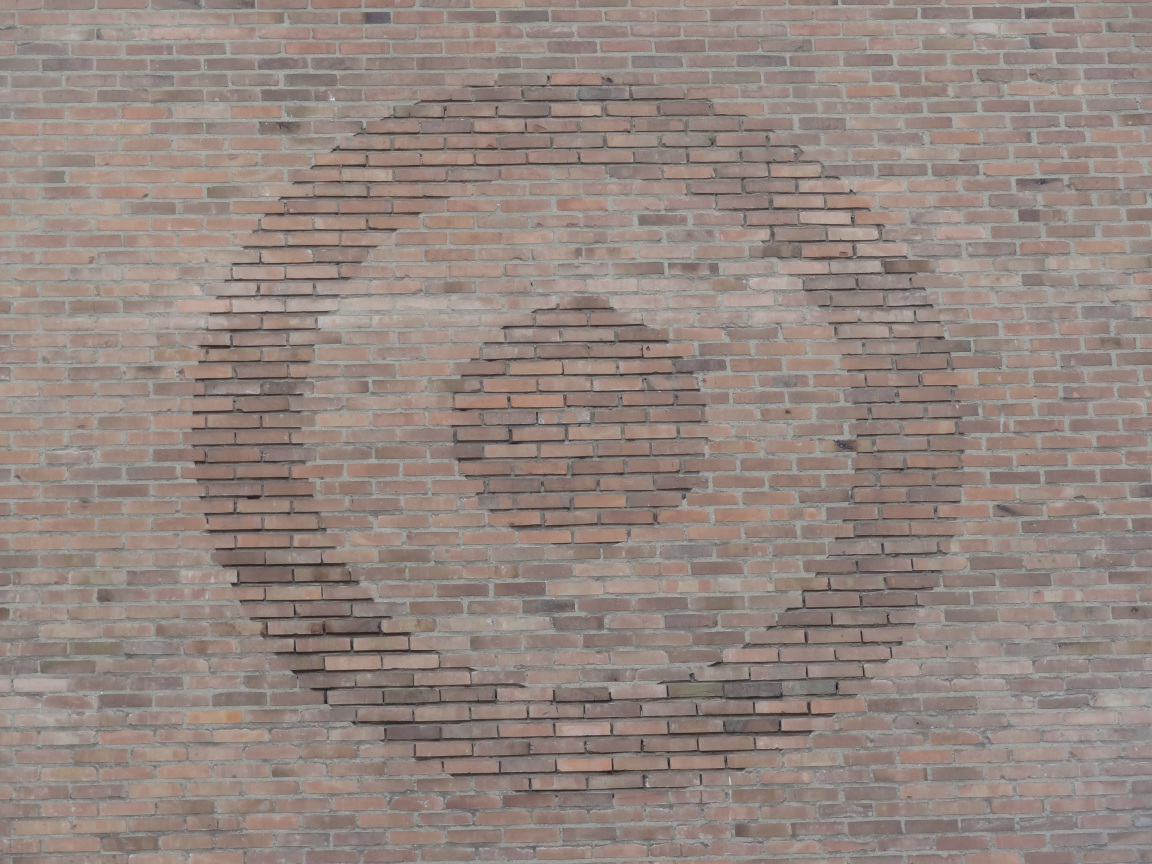
Símbolo circunpunto estilizado para el Sol

### Marte

Símbolo de lanza y escudo para Marte

El símbolo de Marte, ♂, es una representación de un círculo del que sale una flecha, que apunta en ángulo hacia la parte superior derecha en Europa y hacia la parte superior izquierda en India. Como símbolo astrológico representa al planeta Marte. También es el símbolo antiguo y obsoleto del hierro en la alquimia. En zoología y botánica, se utiliza para representar el sexo masculino (junto con el símbolo astrológico de Venus que representa el sexo femenino), siguiendo una convención introducida por Linneo en la década de 1750.
Data a más tardar del siglo XI, momento en el que era una flecha que cruzaba o atravesaba un círculo, y se pensaba que representaba el escudo y la lanza del dios Marte; en la forma medieval, por ejemplo, en el Compendio de astrología del siglo XII de Johannes Kamateros, la lanza atraviesa el escudo. Los papiros griegos de Oxyrhynchus muestran un símbolo diferente, quizás simplemente una lanza.

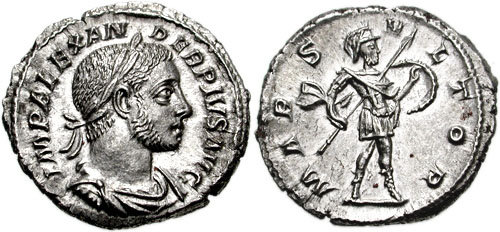
Moneda del siglo III con Marte en el reverso, con lanza y escudo. Los mismos símbolos se usaron para Athena (Pallas).
El símbolo de Marte, que representa la extracción de hierro, en el escudo de armas municipal de Karlskoga en Suecia
El símbolo de Marte en el escudo de armas municipal de Loppi en Finlandia
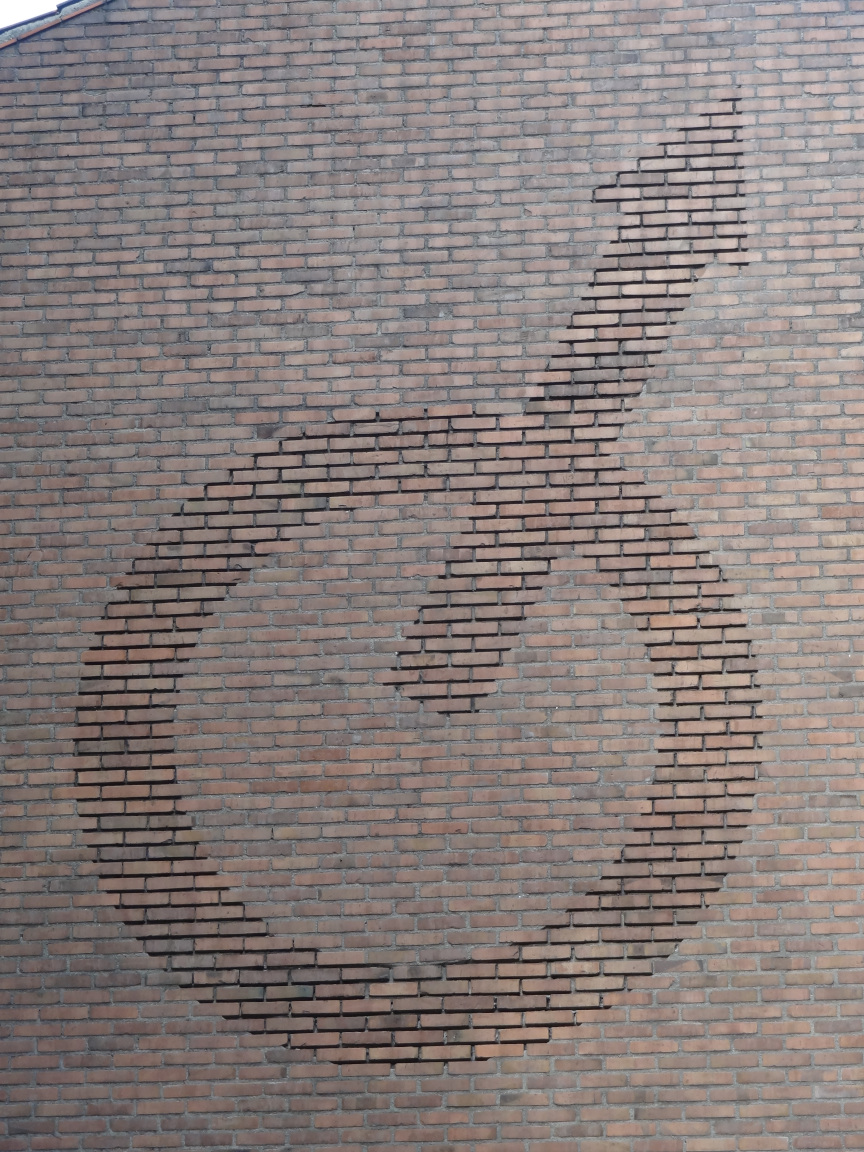
Símbolo estilizado de Marte. La lanza atraviesa parcialmente el escudo.

Su punto de código Unicode esU+2642 ♂ Male sign

### Jupiter

Inicial de Zeus para Júpiter

El símbolo de Júpiter, ♃, es originalmente una zeta griega, Ζ, con un trazo que indica que es una abreviatura (de Zeus, el equivalente griego de Júpiter romano).
Su punto de código Unicode es U+2643 ♃ Jupiter.

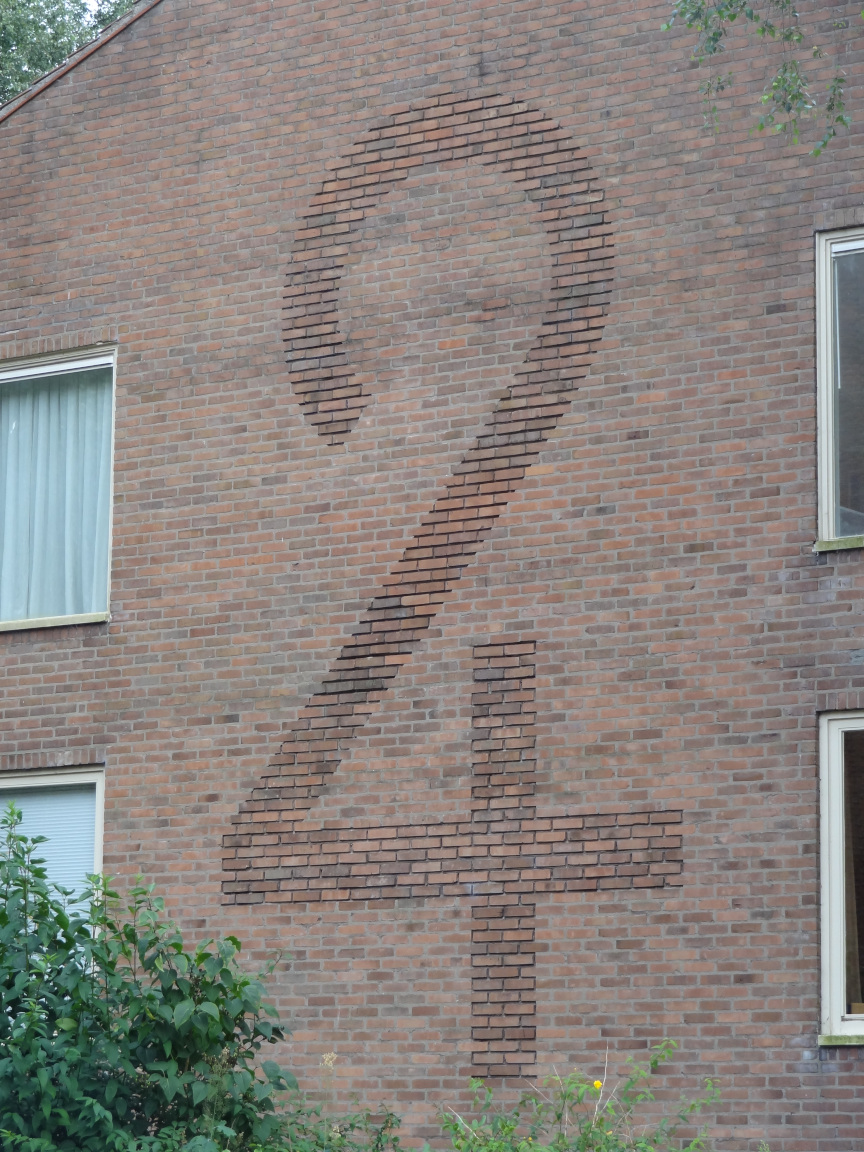
Símbolo estilizado de Júpiter

### Saturno

Ligadura kappa-rho cruzada para Saturno

Salmasius y certificaciones anteriores muestran que el símbolo de Saturno, ♄, deriva de las letras iniciales  [([Κ|Kappa]], rho ) de su antiguo nombre griego Κρόνος (Kronos), con un trazo para indicar una abreviatura. En la época de Kamateros (siglo XII), el símbolo se había reducido a una forma similar a una letra minúscula eta η, con el trazo de la abreviatura sobreviviendo (si es que sobrevivió) en el rizo en el extremo inferior derecho. El trazo horizontal se agregó junto con la "cristianización" de otros símbolos a principios del siglo XVI.

Su punto de código Unicode esis U+2644 ♄ Saturn.

Emblema de la Fraternitas Saturni, una orden mágica alemana fundada en 1926
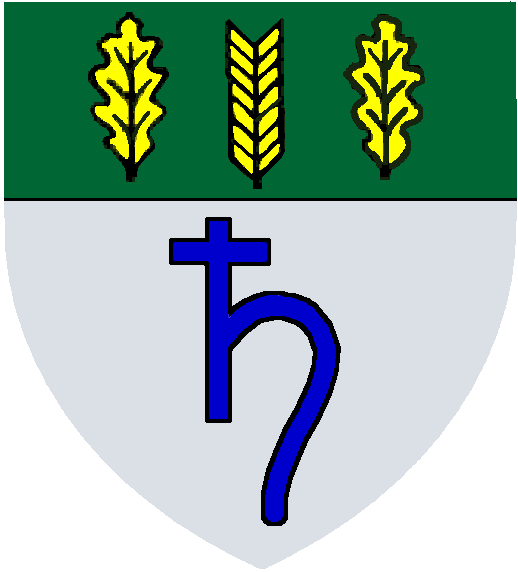
El símbolo de Saturno que representa el plomo en el escudo de armas municipal de Bleiwäsche, desde 1975 parte de Bad Wünnenberg, Renania del Norte-Westfalia, Alemania
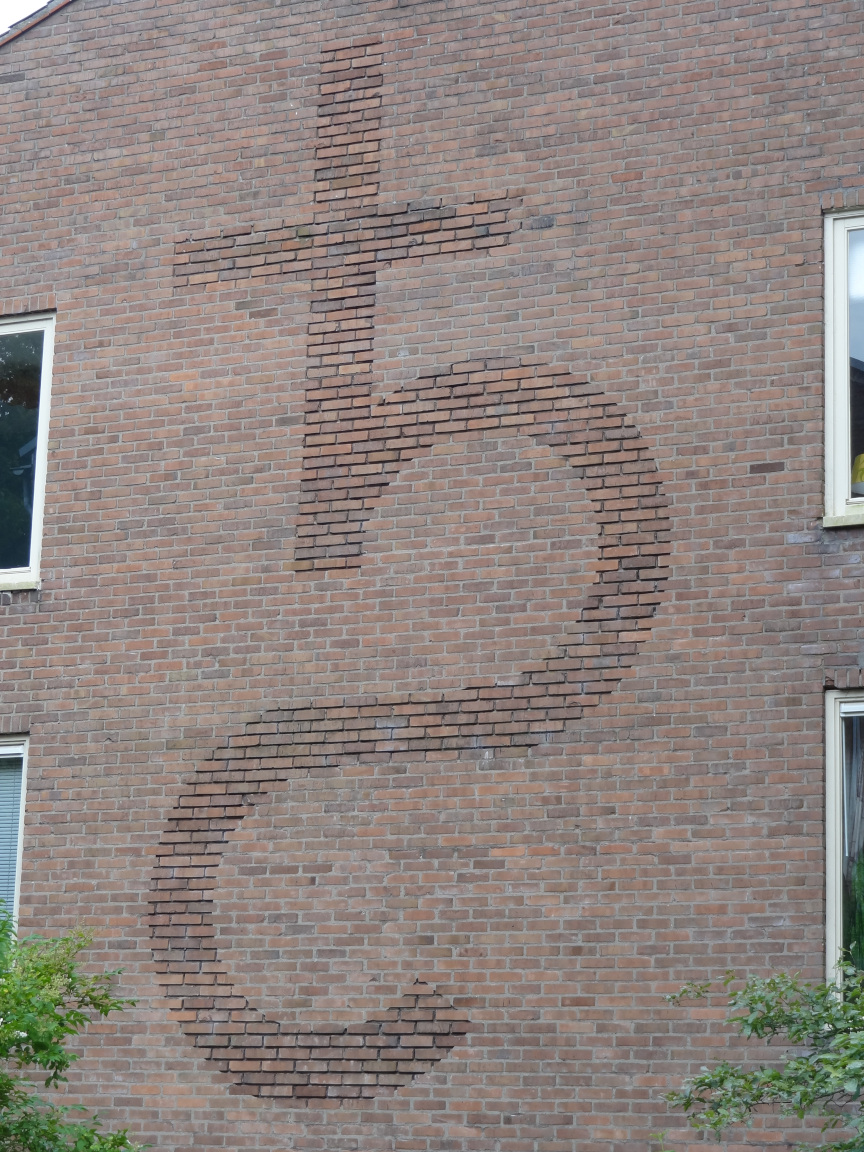
Símbolo estilizado de Saturno

## Descubrimientos modernos

### Urano

Símbolo de platino para Urano

Monograma de Herschel para Urano

Los símbolos de Urano se crearon poco después de su descubrimiento en 1781. Un símbolo, ⛢, inventado por JG Köhler y refinado por Bode, pretendía representar el metal platino recién descubierto; Dado que los químicos encontraron el platino, comúnmente llamado oro blanco, mezclado con hierro, el símbolo del platino combina los símbolos alquímicos del hierro, ♂, y el oro, ☉. El oro y el hierro son los metales planetarios del Sol y Marte, por lo que comparten sus símbolos. Se sugirieron varias orientaciones, pero una flecha vertical ahora es universal.
Otro símbolo, ♅, fue sugerido por Lalande en 1784. En una carta a Herschel, Lalande lo describió como "un globo surmonté par la première lettre de votre nom" ("un globo coronado por la primera letra de su nombre"). El símbolo de platino suele ser utilizado por los astrónomos y el monograma por los astrólogos.
Para su uso en sistemas informáticos, los símbolos están codificados

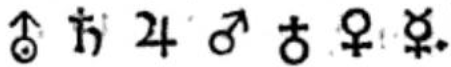
Los símbolos planetarios representados en 1784, incluido el recién descubierto Urano (izquierda)
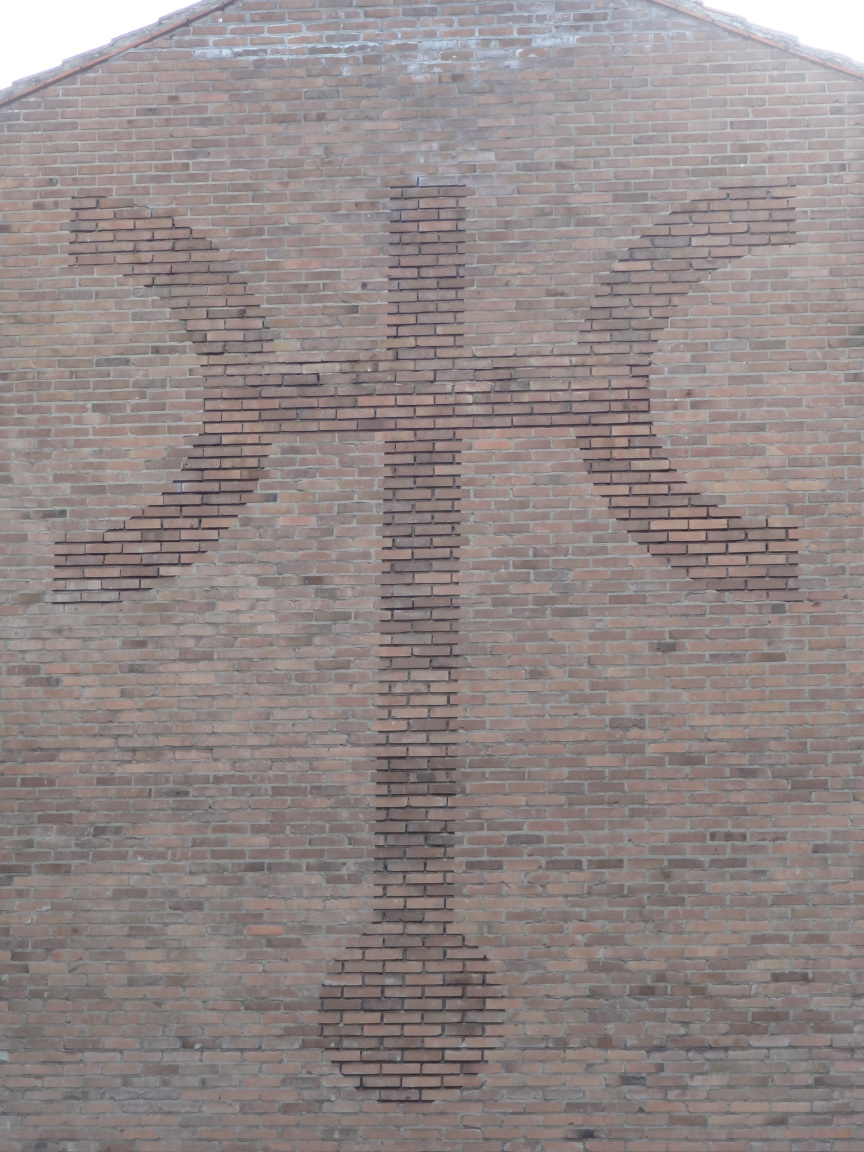
SMonograma estilizado de Urano

### Neptuno

Símbolo del tridente de Neptuno

Monograma de Le Verrier para Neptuno

Se propusieron varios símbolos para que Neptuno acompañara los nombres sugeridos para el planeta. Reclamando el derecho de nombrar su descubrimiento, Urbain Le Verrier originalmente propuso nombrar el planeta por el dios romano Neptuno. y el símbolo de un tridente, mientras afirmaba falsamente que esto había sido aprobado oficialmente por el Bureau des Longitudes francés. En octubre, buscó nombrar el planeta Leverrier, en su honor, y contó con el apoyo leal del director del observatorio, François Arago, quien a su vez propuso un nuevo símbolo para el planeta, ⯉ (). Sin embargo, esta sugerencia encontró resistencia fuera de Francia, y los almanaques franceses reintrodujeron rápidamente el nombre Herschel para Urano, en honor al descubridor de ese planeta, Sir William Herschel, y Leverrier para el nuevo planeta, aunque fue utilizado por instituciones anglófonas. El profesor James Pillans de la Universidad de Edimburgo defendió el nombre Janus para el nuevo planeta y propuso una clave para su símbolo. Mientras tanto, Struve presentó el nombre de Neptuno el 29 de diciembre de 1846 a la Academia de Ciencias de San Petersburgo. En agosto de 1847, el Bureau des Longitudes anunció su decisión de seguir la práctica astronómica predominante y adoptar la elección de Neptuno, y Arago se abstuvo de participar en esta decisión. El símbolo planetario era el tridente de Neptuno, con el mango estilizado como una cruz, siguiendo a Mercurio, Venus y los asteroides, o como un orbe, siguiendo los símbolos de Urano y la Tierra. La variante cruzada es la más común hoy en día.

Para su uso en sistemas informáticos, los símbolos se codifican comoU+2646 ♆ Neptune and U+2BC9 ⯉ Neptune form two.

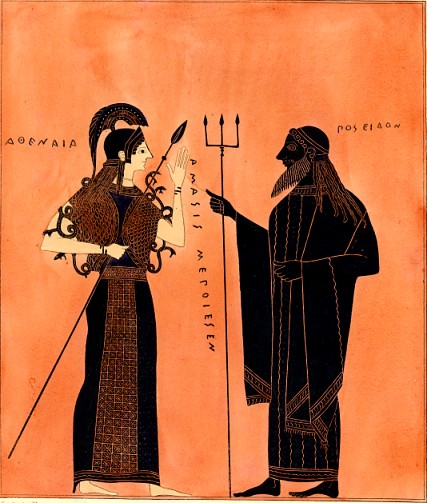
Athena (Pallas) con su lanza y Poseidón (Neptuno) con su tridente. Estas armas se convirtieron en los símbolos de los planetas Palas y Neptuno, respectivamente.
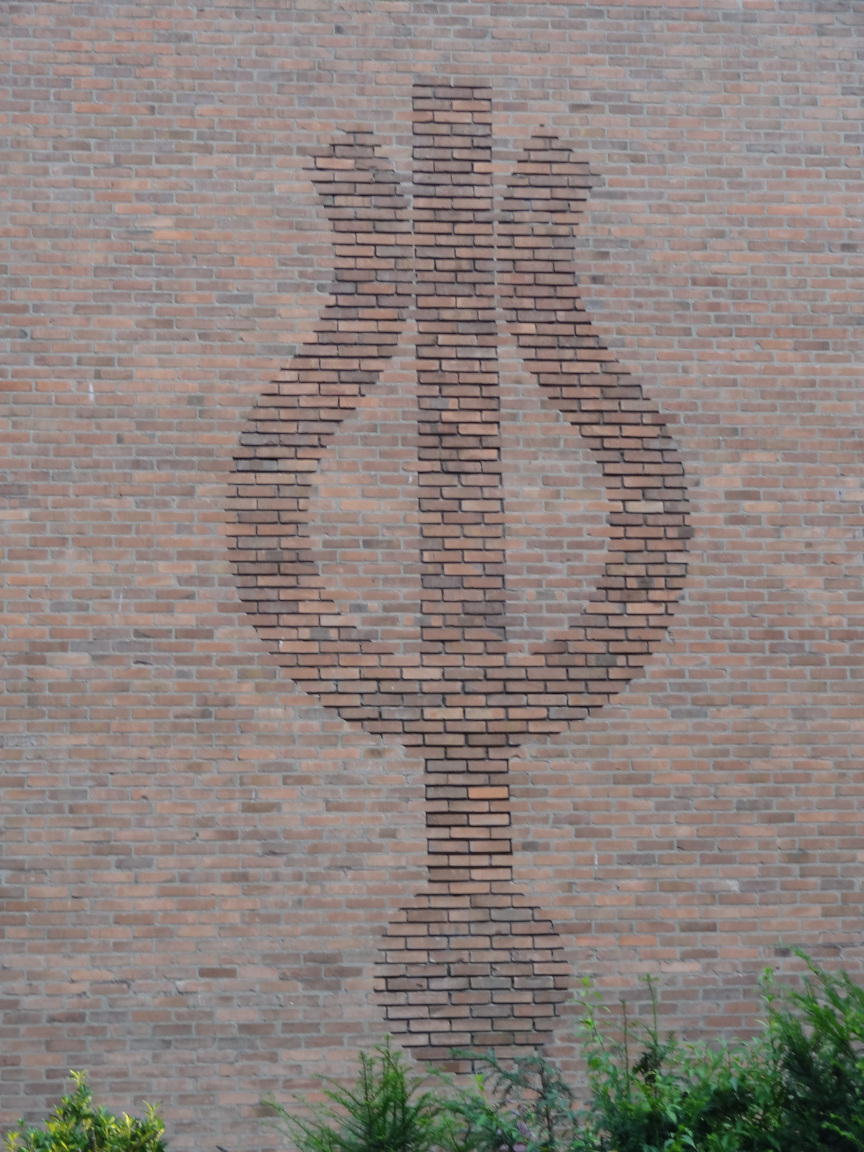
Símbolo de Neptuno estilizado (base de orbe)
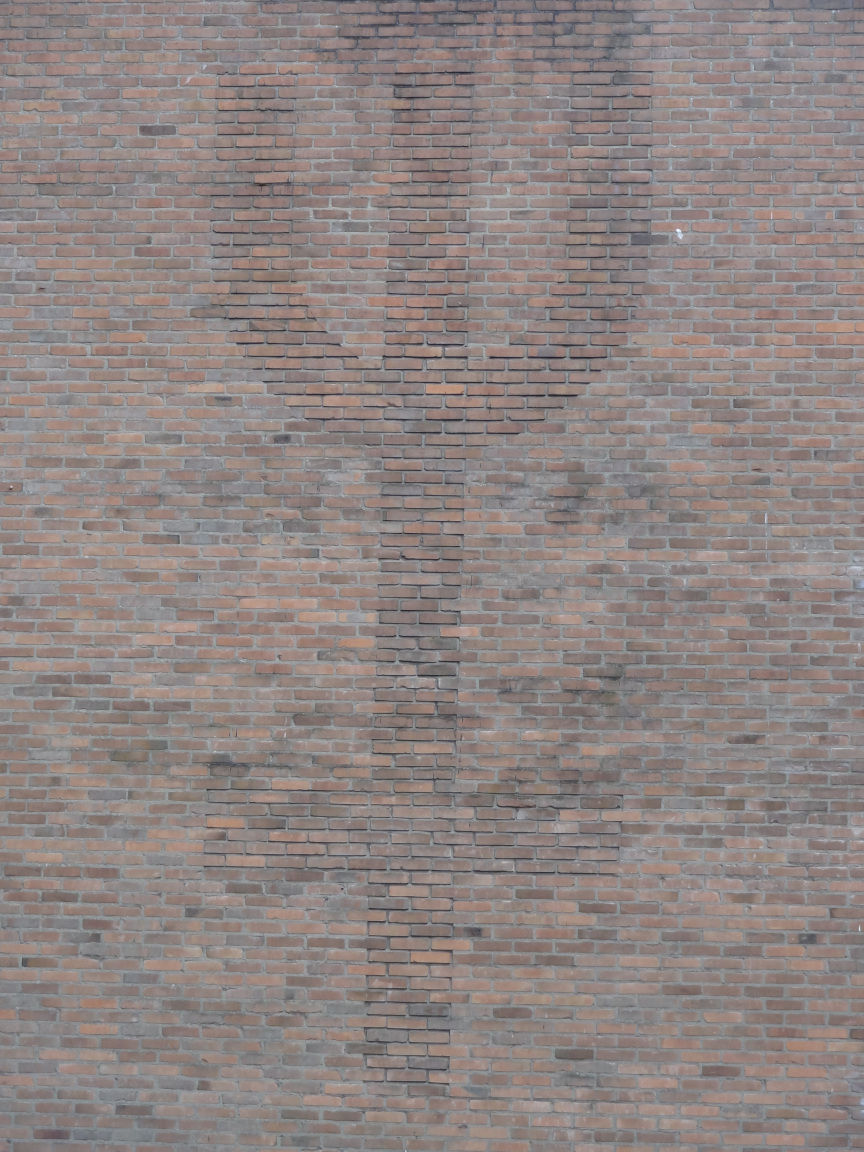
Símbolo estilizado de Neptuno (base cruzada)

### Plutón

Símbolo de Bident para Plutón

Monograma de Percival Lowell para Plutón

Plutón fue considerado casi universalmente un planeta desde su descubrimiento en 1930 hasta su reclasificación como planeta enano (planetoide) por parte de la IAU en 2006. Los geólogos y astrólogos planetarios continúan tratándolo como un planeta.[cita requerida] El símbolo planetario original de Plutón era un monograma de las letras P y L. Los astrólogos generalmente usan un bidente con un orbe. La NASA ha utilizado el símbolo bidente desde la reclasificación de Plutón. Estos símbolos están codificados comoU+2647 ♇ Pluto and U+2BD3 ⯓ Pluto form two.

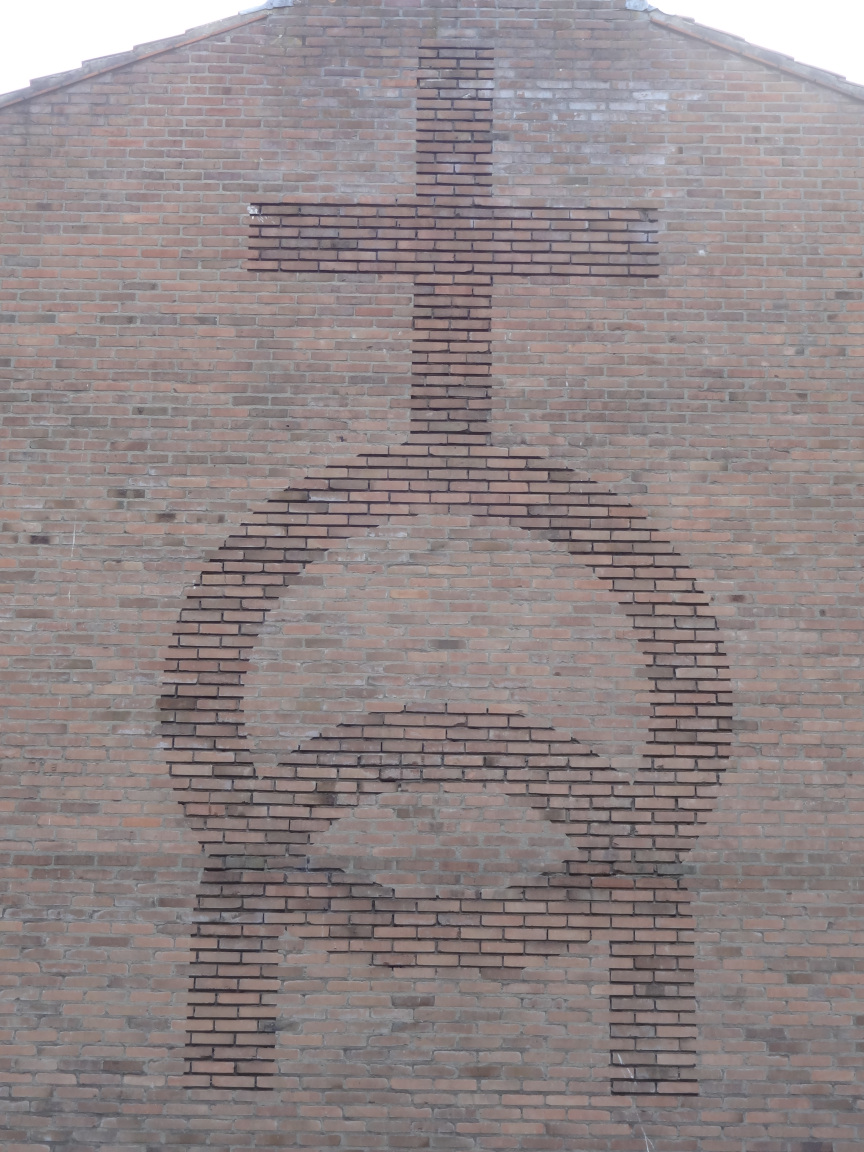
Símbolo de Plutón estilizado como Mercurio invertido
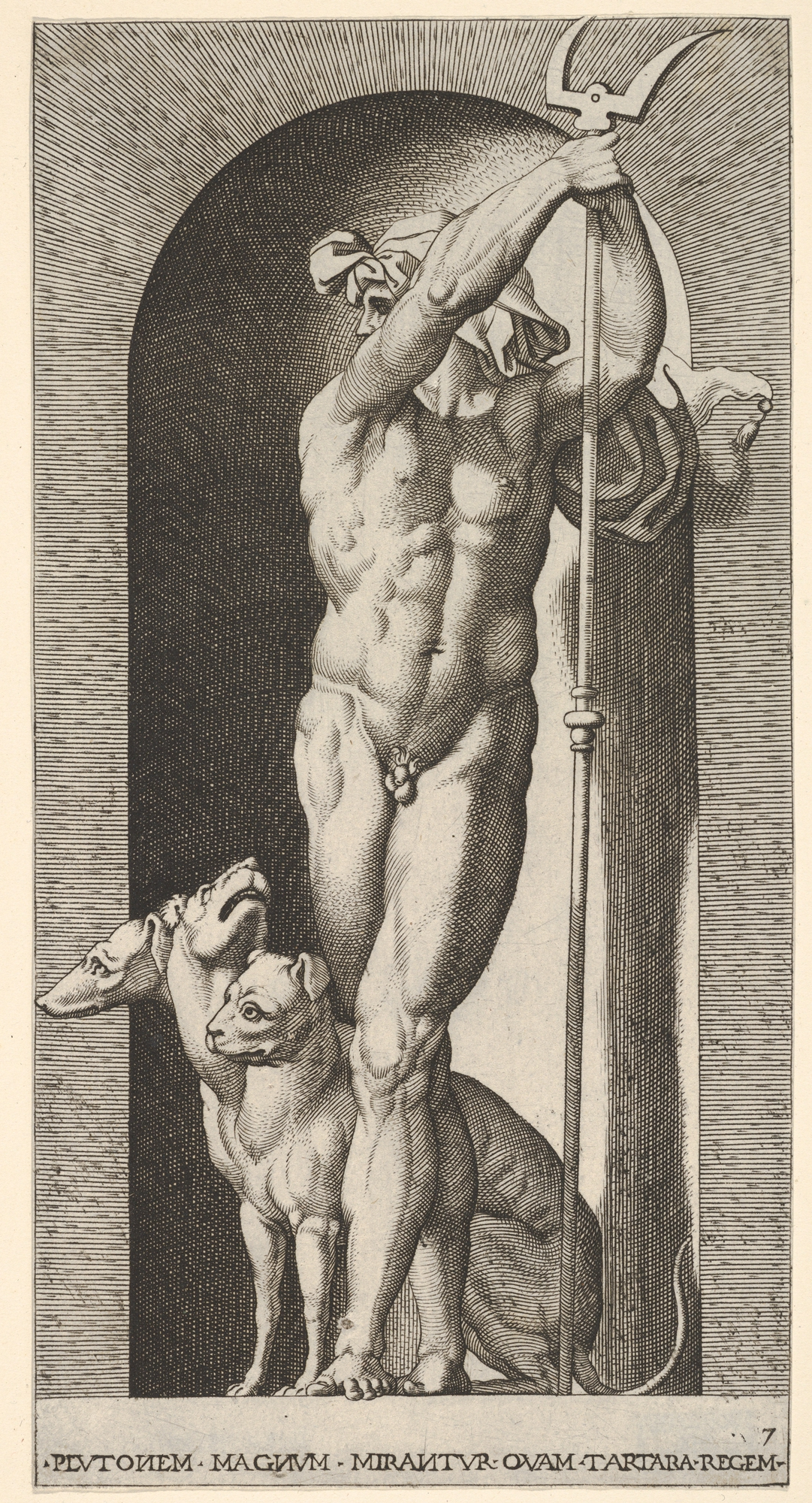
Plutón sosteniendo un bidente
⯖, un símbolo astrológico utilizado para Plutón en Alemania y Dinamarca, que representa la órbita de Plutón cruzando la de Neptuno.
⯔, símbolo astrológico utilizado en el Mediterráneo y Alemania. El globo en la parte inferior puede ser más grande u omitirse por completo.

## Planetas menores

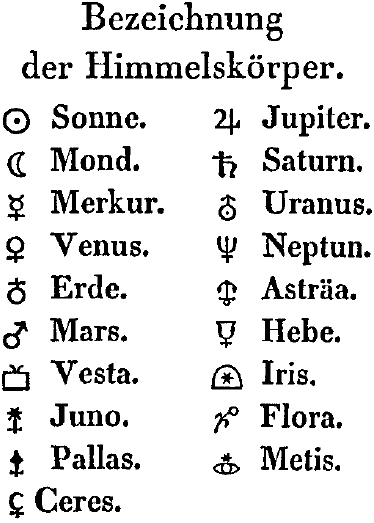
"Designación de cuerpos celestes" en un almanaque alemán impreso en 1850

En el siglo XIX, también se usaban símbolos planetarios para los principales asteroides, incluido 1 Ceres (la hoz de un segador, codificadoU+26B3 ⚳ CERES), 2 Pallas (una lanza, U+26B4 ⚴ PALLAS) y 3 Juno (un cetro, codificado U+26B5 ⚵ JUNO). Encke (1850) propuso símbolos para 5 Astraea, 6 Hebe, 7 Iris, 8 Flora y 9 Metis.
A finales del siglo XX, los astrólogos abreviaron el símbolo de 4 Vesta (el fuego sagrado de Vesta, codificadoe introdujo símbolos para 10 Hygiea (un caduceo -un error común en EE. UU. para un bastón de Asclepio, a su vez un error para el símbolo de la serpiente de Hygiea- codificado U+2BDA ⯚ HYGIEA) y para 2060 Chiron, descubierto en 1977 (una llave, U+26B7 ⚷ CHIRON). El símbolo de Quirón se fue adaptando a medida que se descubrían otros centauros; los símbolos de 5145 Pholus y 7066 Nessus se han codificado en Unicode. La abreviatura del símbolo de Vesta es ahora universal, y el símbolo astrológico de Plutón se ha utilizado astronómicamente para Plutón como planeta enano.
A principios del siglo XXI, se empezaron a utilizar símbolos para los planetas enanos transneptunianos, en particular Eris (la mano de Eris, ⯰, pero también ⯱), Sedna, Haumea, Makemake, Gonggong, Quaoar y Orcus . Los símbolos de Eris y Sedna están actualmente en Unicode, y los de los demás se han aceptado para la versión 15 (2022).
|          |                                                                        | símbolo Unicode                   |
| -------- | ---------------------------------------------------------------------- | --------------------------------- |
| Ceres    |                                                                        | (⚳) CERES en U+26B3.              |
| Palas    |                                                                        | (⚴) PALLAS en U+26B4.             |
| Juno     |                                                                        | (⚵) JUNO en U+26B5.               |
| Vesta    |                                                                        | (⚶) VESTA en U+26B6.              |
| higiene  |                                                                        | (⯚) HIGIEA en U+2BDA.             |
| quiron   |                                                                        | (⚷) QUIRÓN en U+26B7.             |
| Folo     |                                                                        | (⯛) PHOLO en U+2BDB               |
| nessus   |                                                                        | (⯛) NESSUS en U+2BDC              |
| Orcus    |                                                                        | (🝿) ORCUS en el futuro U+1F77F    |
| Haumea   |                                                                        | (🝻) HAUMEA en el futuro U+1F77B   |
| Quaoar   |                                                                        | (🝾) QUAOAR en el futuro U+1F77E   |
| Makemake |                                                                        | (🝼) MAKEMAKE en el futuro U+1F77C |
| Gonggong |                                                                        | (🝽) GONGGONG en el futuro U+1F77D |
| Eris     |                                                                        | (⯰) ERIS FORMA UNO en U+2BF0      |
| Eris     | (⯱) ERIS FORMA DOS en U+2BF1, utilizado por el astrólogo Henry Seltzer |                                   |
| Sedna    |                                                                        | (⯲) SEDNA en U+2BF2               |

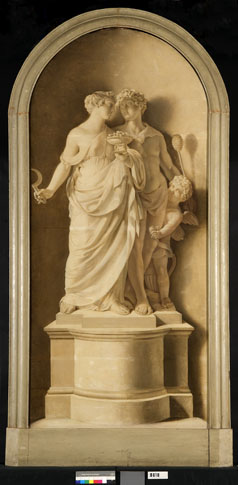
Ceres con su hoz
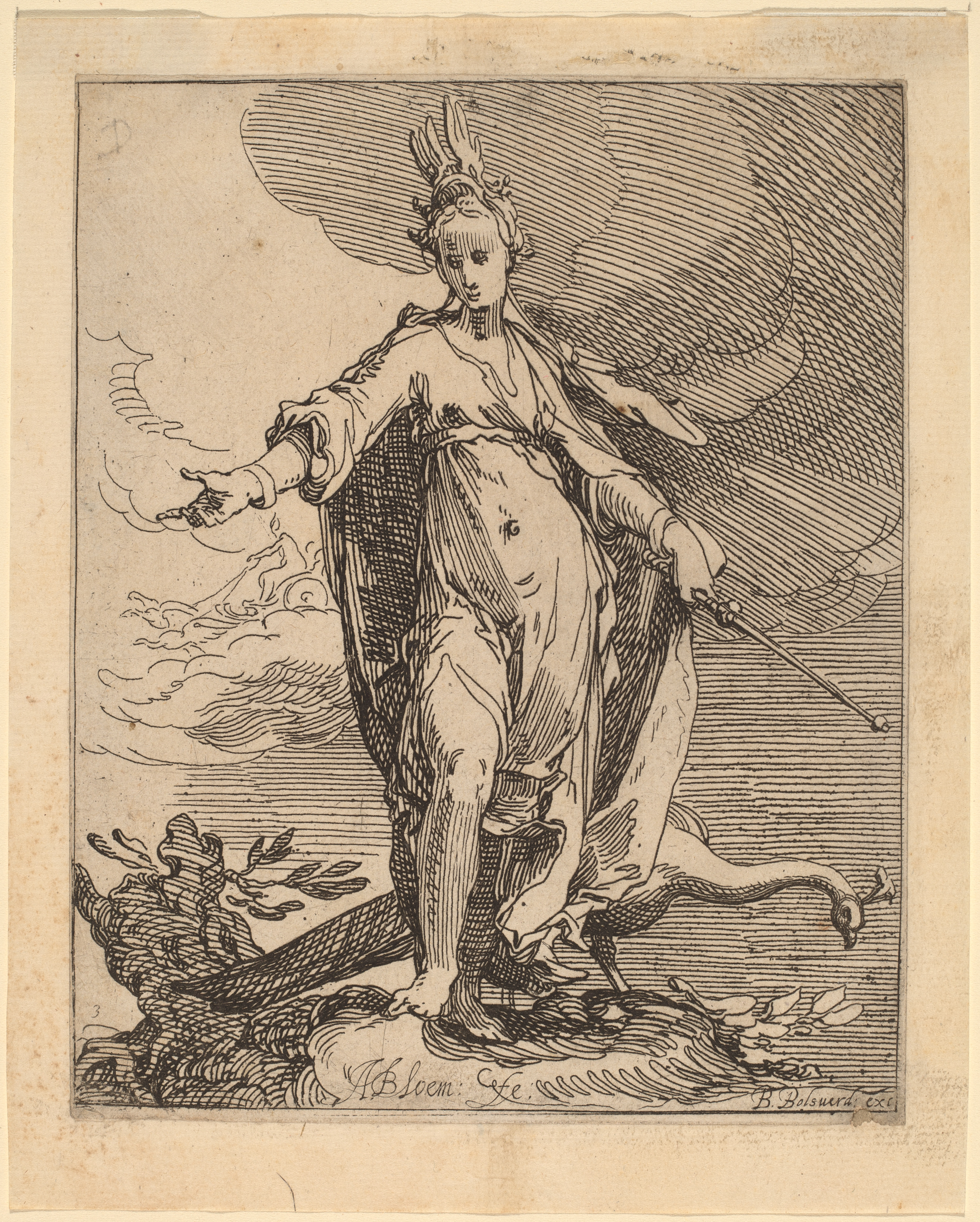
Juno con su cetro
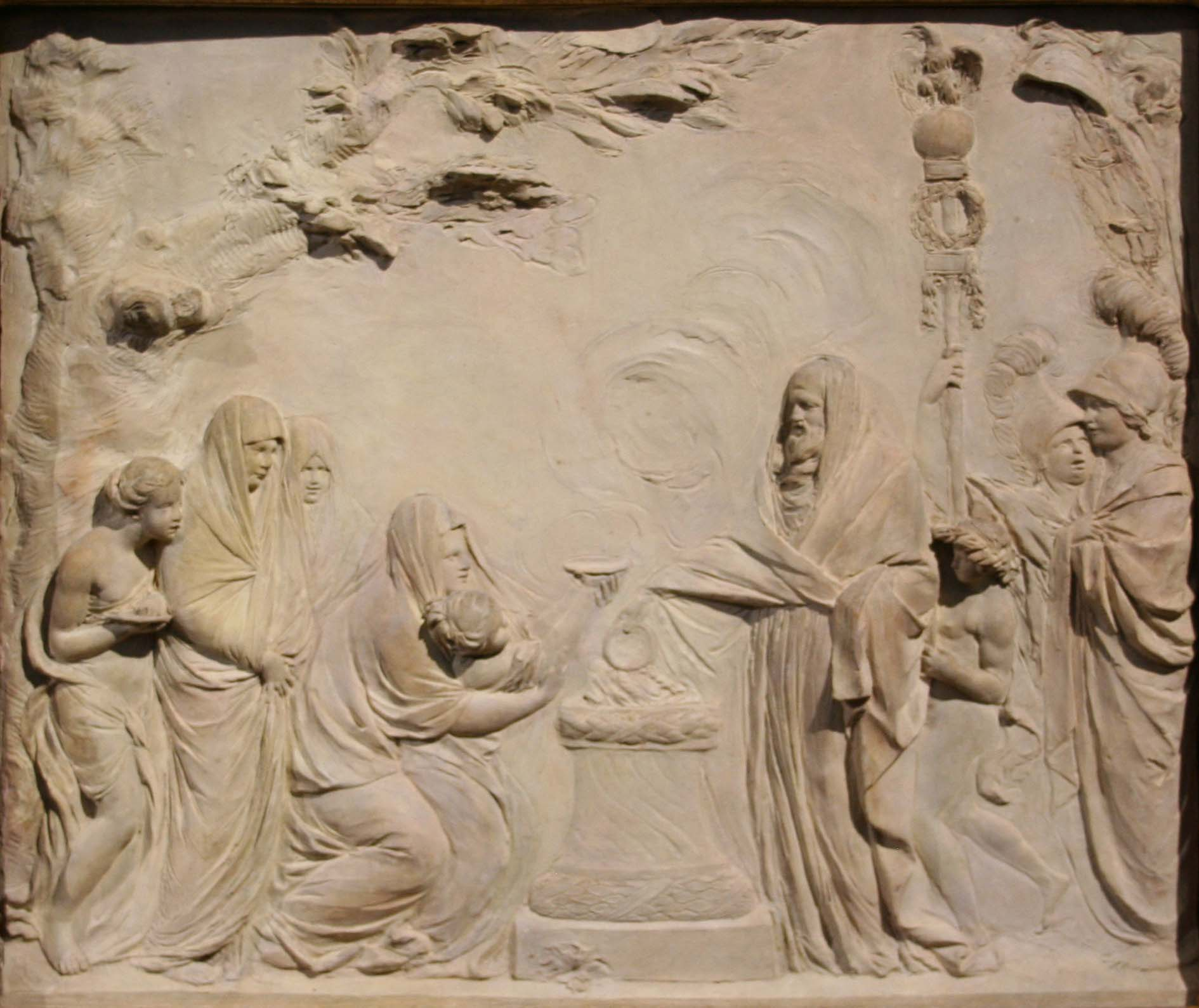
El fuego sagrado de Vesta
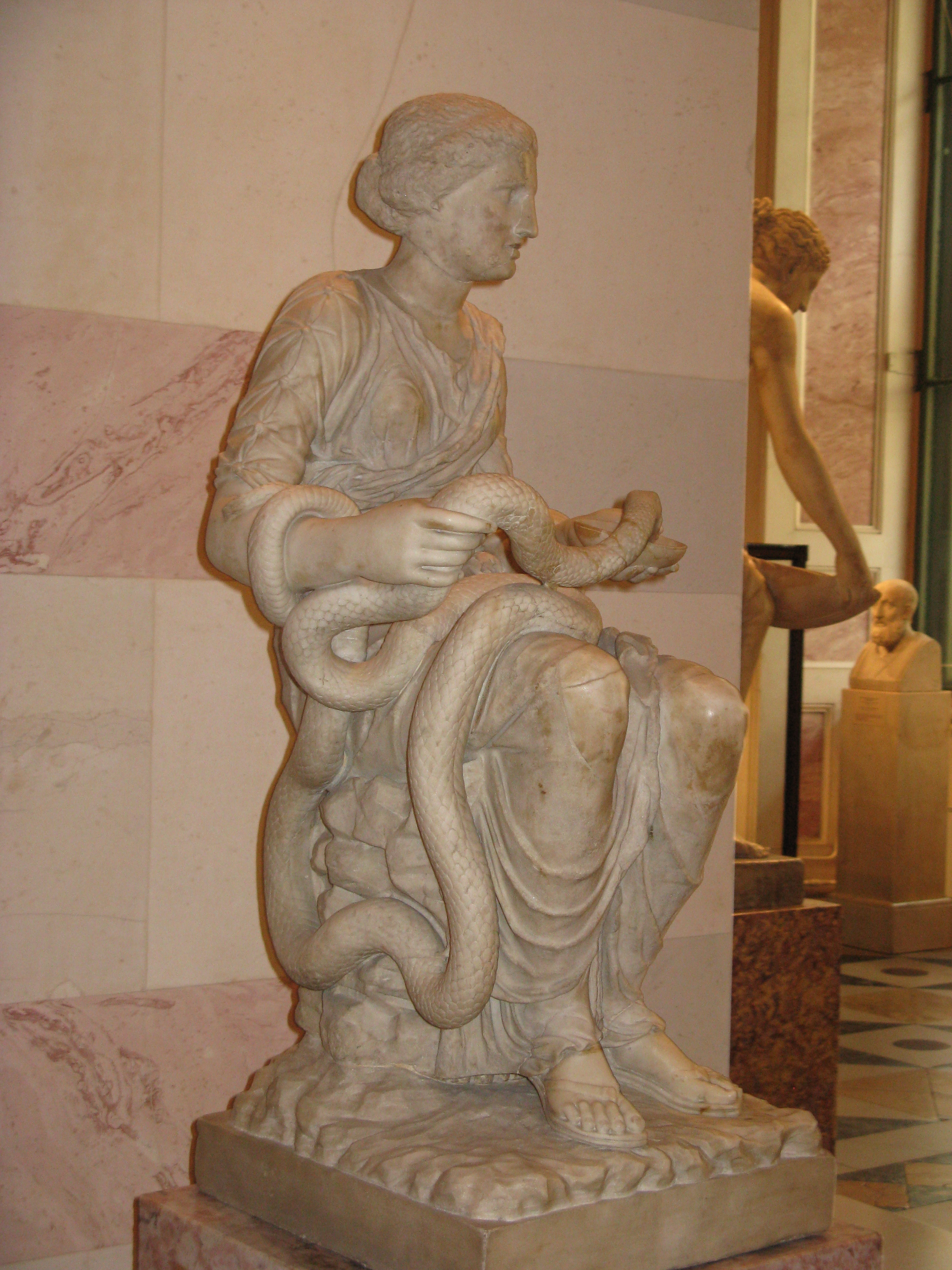
Hygiea con su serpiente
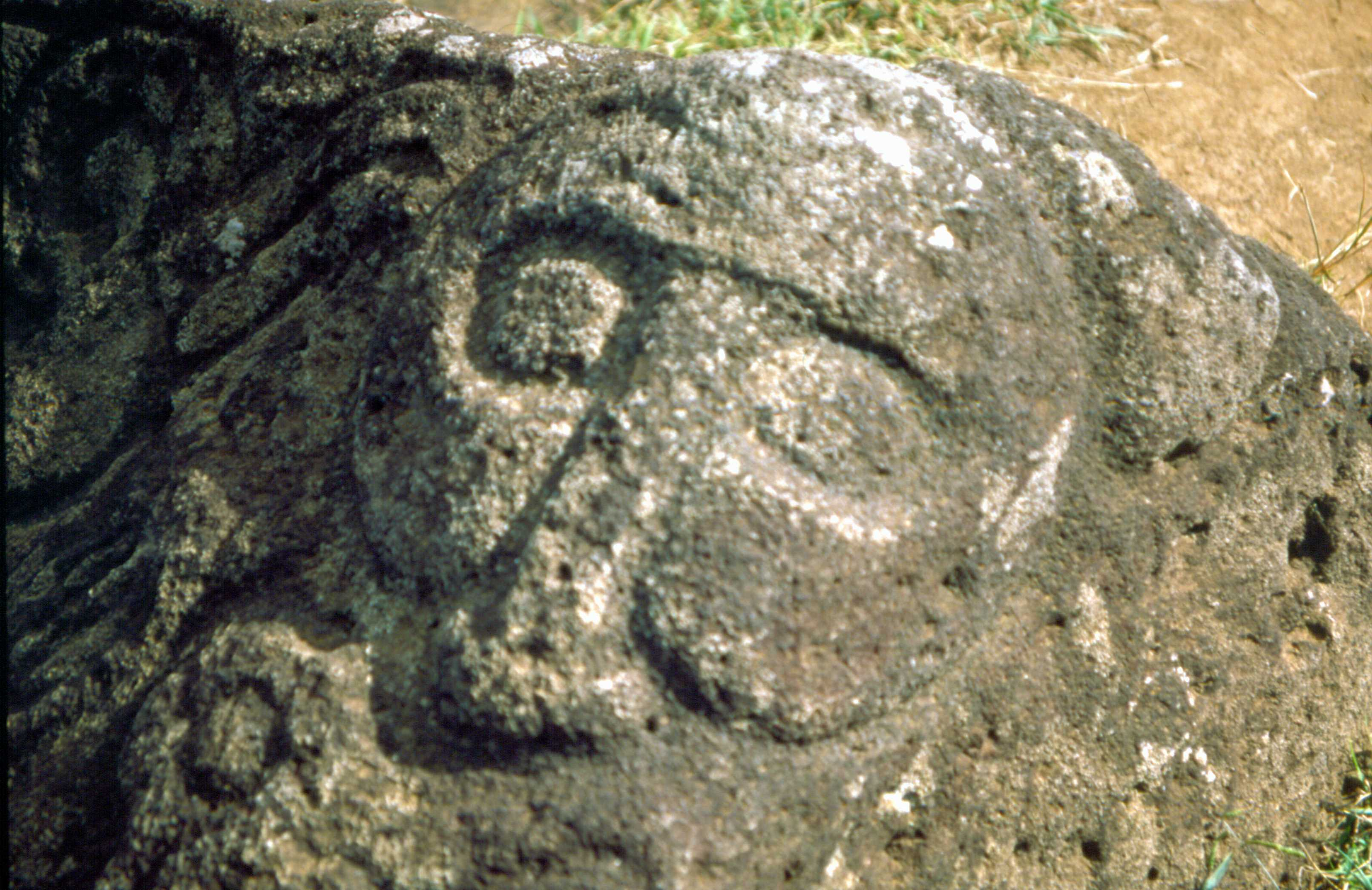
Petroglifo de Makemake
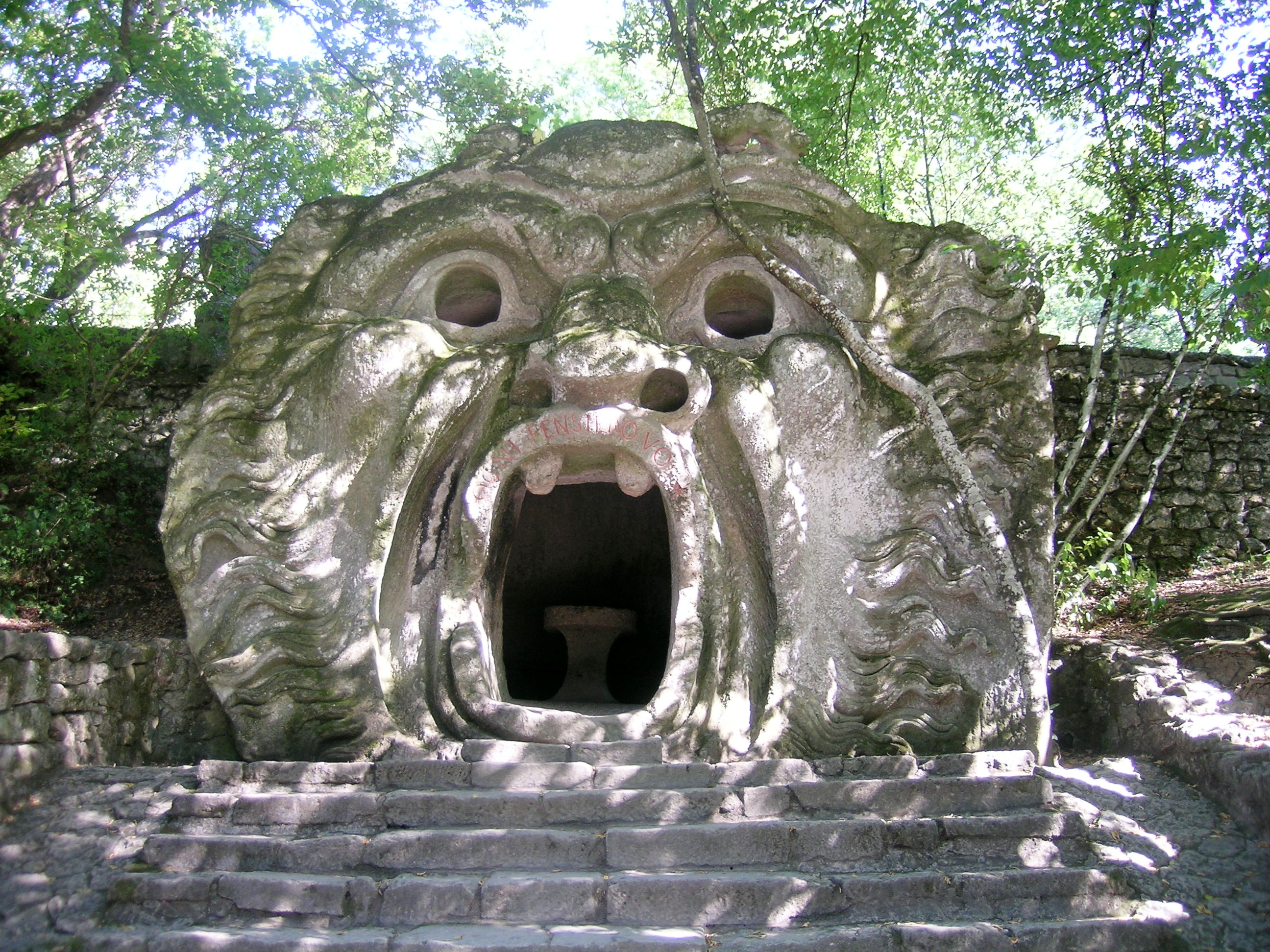
boquiabierto de orcus